# Liste des épisodes de Tout le monde en parle
Cet article présente une liste des épisodes du talk-show télévisé québécois Tout le monde en parle animé par Guy A. Lepage et diffusé sur Radio-Canada.

## Liste des invités

### Saison 2025
| Date              | Invités | Audience  |
| ----------------- | --- | --------- |
| 12 septembre 2004 | - Thierry Ardisson (via satellite) ; - Véronique Cloutier ; - Gilles Duceppe ; - Anne-Marie Losique ; - Stéphane Quintal ; - Nelly Arcan ; - Éric Lapointe ; - Corneille.                                                                                              |           |
| 19 septembre 2004 | - Caroline Néron; - Raël ; - Pauline Marois ; - Louis-José Houde ; - Stéphane Gendron ; - Serge Chapleau ; - Martin Brodeur. |           |
| 26 septembre 2004 | - Michèle Richard ; - Jack Layton ; - Mario Jean ; - Geneviève Brouillette ; - Yves P. Pelletier ; - Kalsang Dolma ; - Éric Lucas. |           |
| 3 octobre 2004    | - Normand Brathwaite ; - Dany Laferrière ; - Chantal Petitclerc ; - Louis Morissette ; - Philippe Maurice ; - Vanessa Gold, actrice pornographique. |           |
| 10 octobre 2004   | - Rémy Girard ; - Bianca Jagger ; - Justin Trudeau ; - Chloé Sainte-Marie ; - Roger Auque ; - Christian Bégin ; - Jacques Doucet. | 2 056 000 |
| 17 octobre 2004   | - Jeanie Hilton au sujet de Dave Hilton ; - Roy Dupuis ; - Béatrice Dalle ; - Alexandre Despatie ; - France Castel ; - Maxim Martin ; - Heidi Hollinger. |           |
| 24 octobre 2004   | - Robert Piché ; - Guy Fournier ; - Andrée Watters ; - François Legault ; - Martin Petit ; - Carole Laure ; - Janette Bertrand. |           |
| 7 novembre 2004   | - Lise Dion ; - Sheila Copps ; - Michel Rivard ; - Sébastien Ricard (Batlam), Biz et Chafiik du groupe Loco Locass ; - Noémie Godin-Vigneau ; - Claude Zidi. |           |
| 14 novembre 2004  | - François Pérusse ; - Marie-Chantal Toupin ; - Mario Dumont ; - Céline Bonnier ; - Réjean Thomas ; - Caroline Dhavernas ; - Reza Deghati. |           |
| 21 novembre 2004  | - Gregory Charles ; - Éric Lapointe ; - Marie-Josée Croze ; - Natasha St-Pier ; - Benoît Dutrizac ; - Françoise David ; - Éric Laurent. |           |
| 5 décembre 2004   | - Patrick Huard ; - Martin Matte ; - Hélène Bourgeois Leclerc ; - Vincent Graton ; - Thomas Mulcair ; - Émile Proulx-Cloutier ; - La mère d'une des victimes de la tuerie de l'École polytechnique de Montréal.                                                        |           |
| 12 décembre 2004  | Les meilleurs moments des 11 premiers épisodes de la saison. |           |
| 9 janvier 2005    | - Claude Legault ; - Isabelle Boulay ; - Garou ; - Claude Poirier ; - Irshad Manji ; - un couple qui a survécu au tsunami de l'Océan Indien. | 1 751 000 |
| 23 janvier 2005   | - René Simard ; - Liza Frulla ; - Jean-François Mercier et François Avard ; - Élise Guilbault ; - Yves Thériault ; - Pierre Bouvier et Jeff Stinco du groupe Simple Plan ; - Christian Royer et Céline Poisson, parents de Nicholas Royer disparu le 27 novembre 2004. |           |
| 6 février 2005    | - Charles Aznavour ; - Sylvie Léonard ; - Nathalie Petrowski ; - Anthony Kavanagh ; - Marc Bellemare ; - Sophie Langlois ; - Serge Ferrand. |           |
| 13 février 2005   | - Claude Meunier ; - Éric Salvail ; - Isabelle Blais ; - Laure Waridel ; - Didier van Cauwelaert ; - Les Moquettes Coquettes. |           |
| 27 février 2005   | - Michel Louvain ; - Pascale Bussières ; - Matthieu Chedid ; - Gilles Lupien ; - Charles Dubreuil, Simon Proulx, Alexandre Parr et Pierre-Luc Boisvert du groupe Les Trois Accords ; - Éric Nadeau, infiltrateur.                                                      | 1 321 000 |
| 6 mars 2005       | - Denis Bouchard et Michel Côté ; - Francis Leclerc ; - Dumas ; - Yves Lamontagne ; - Virginie Larivière, militante contre la violence ; - Nicolas Dupuis, Natacha Firenze et Caroline-Alexandra Mathieu, anciens participants d'Occupation double.                    | 1 925 000 |
| 13 mars 2005      | - Stéphane Rousseau ; - Michel Brûlé ; - Diane Tell ; - Frédérick De Grandpré ; - Stefie Shock ; - Chantal Hébert ; - Xavier Lafrance et Pier-André Bouchard au sujet de la grève étudiante.                                                                           | 1 588 000 |
| 20 mars 2005      | - Guylaine Tremblay ; - Raymond Bouchard ; - Louison Danis ; - Ghislain Taschereau, Jacques Chevalier et Pierre Brassard du groupe Les Bleu Poudre ; - Dave Morissette ; - Éléonore Mainguy, au sujet des conditions de travail des croupiers de Loto-Québec.          |           |
| 27 mars 2005      | - Dominique Michel ; - Philippe Couillard ; - Jocelyne Robert ; - Yves Michaud ; - Patrick Groulx ; - Jean-Nicolas Verreault. |           |
| 3 avril 2005      | - Antoine Bertrand ; - France Beaudoin ; - Joachim Alcine ; - Gilles Kègle ; - France D'Amour ; - Réal Béland ; - Xavier Cantat, frère de Bertrand Cantat. | 1 901 000 |
| 6 avril 2005      | Charles Aznavour (rediffusion de l'entrevue du 6 février 2005). |           |
| 10 avril 2005     | - Alain Gravel ; - André Forcier ; - Lucie Laurier et Marie-Chantal Perron ; - Daniel Lemire ; - Yves Boisvert ; - les danseurs du Club 281. |           |
| 17 avril 2005     | - Bernard Landry ; - Lara Fabian ; - Ricardo Trogi et Patrice Robitaille ; - Daniel Lavoie ; - Nancy Huston ; - Jean-René Dufort ; - Ariane Moffatt. | 1 908 000 |

### Saison 2 (2005-2006)
| Date              | Invités | Audience  |
| ----------------- | --- | --------- |
| 11 septembre 2005 | - Jean Charest ; - Sylvie Moreau ; - Patrice L'Écuyer ; - Lynda Lemay ; - Jean Lemire ; - Marc Vachon, travailleur humanitaire ; - Mélanie Bourgeois et Julie Marcoux au sujet des Attentats du 11 septembre.                                                                                 |           |
| 18 septembre 2005 | - Gilles Proulx ; - Luc Picard ; - Paul Arcand ; - Renée-Claude Brazeau ; - André Boisclair ; - Ezra Landry, joueur des Alouettes de Montréal ; - Louise Girardin au sujet de sa vie avec un mari polygame en Afrique.                                                                        | 1 717 000 |
| 25 septembre 2005 | - Pierre Mailloux ; - Fred Pellerin ; - Mitsou ; - Anne-Marie Cadieux ; - Dan Bigras ; - Robert Charlebois ; - Benoît Leroux du mouvement Fathers 4 Justice. |           |
| 2 octobre 2005    | - Jean Leloup ; - Marie Laberge ; - François Morency ; - Luck Mervil et Philippe Fehmiu ; - Maurice G. Dantec ; - Guy Ouellette ; - China Keitetsi. |           |
| 9 octobre 2005    | - Hubert Reeves ; - Jean Béliveau ; - Guillaume Latendresse ; - Robin Aubert ; - Daniel Boucher ; - Gilles Julien et Patrick Gosselin au sujet de l'enfance difficile de ce dernier ; - Rosalee Jacques, comédienne.                                                                          | 1 291 000 |
| 16 octobre 2005   | - Pierre Falardeau ; - Alex Perron ; - René Homier-Roy ; - Sonia Vachon ; - Dieudonné ; - Marc Hamilton ; - Hélène Pedneault. |           |
| 23 octobre 2005   | - Zachary Richard ; - Roy Dupuis et Ken Scott ; - Vincent Léonard et Sébastien Dubé du groupe Les Denis Drolet ; - Chantal Lacroix ; - Stephen Clarke ; - Annie Brocoli ; - Michel Dumont, faussement accusé de viol.                                                                         |           |
| 6 novembre 2005   | - Samantha Fox ; - José Gaudet et Mario Tessier du groupe Les Grandes Gueules ; - Pierre Lapointe ; - Kathy Reichs ; - Daniel Lessard ; - James Hyndman ; - Isabelle Richer et Annie Pellerin pour le livre La longue nuit d'Annie.                                                           |           |
| 13 novembre 2005  | - Michel Vastel ; - Clémence Desrochers ; - Alain Souchon ; - Andrée Boucher ; - Mahée Paiement ; - Pierre Bouvier, Chuck Comeau, Jeff Stinco, David Desrosiers et Sébastien Lefebvre du groupe Simple Plan ; - Lynda Verroneau et Christiane Desjardins pour le livre Dans l'ombre de Karla. |           |
| 20 novembre 2005  | - Jean-Pierre Ferland ; - Pauline Marois ; - Alexandre Jardin ; - Marjo ; - Yasmina Khadra ; - Sylvain Lafrance, vice-président principal des services français de Radio-Canada ; - Ric Esther Bienstock et Eva au sujet de la traite des blanches.                                           |           |
| 27 novembre 2005  | - Gérard Depardieu ; - Arielle Dombasle ; - Marina Orsini ; - Chantal Renaud ; - Robert Morin ; - Steven Guilbeault ; - Simon-Olivier Fecteau, Francis Cloutier et Daniel Grenier du groupe Les Chick'n Swell.                                                                                |           |
| 4 décembre 2005   | - Nanette Workman ; - Gilles Duceppe ; - Claudine Mercier ; - Chantal Pary ; - Éric Lapointe ; - Charles Binamé ; - Pierre-François Legendre et François Létourneau. |           |
| 11 décembre 2005  | - Marc Labrèche ; - Stéphanie Lapointe ; - Jean-Michel Anctil ; - Léo-Paul Lauzon ; - René Richard Cyr ; - Steve Bégin ; - Arminda Mota au sujet des droits des fumeurs. |           |
| 8 janvier 2006    | Les meilleurs moments des 13 premiers épisodes de la saison. |           |
| 22 janvier 2006   | - Karine Vanasse ; - Julie Perreault ; - Christian Vanasse et François Patenaude du groupe Les Zapartistes ; - Andrée Ruffo ; - Francis Cabrel ; - Mathieu Razanakolona et Philippe Razanakolona au sujet du ski alpin compétitif au Madagascar ; - Philippe Lague, chroniqueur automobile.   |           |
| 29 janvier        | - Martin Matte ; - Pascale Montpetit ; - Denis Coderre ; - Nabila Ben Youssef ; - Pierre-Hugues Boisvenu ; - Jean-Michel Leprince ; - Normand L'Amour. |           |
| 5 février 2006    | - Véronique Cloutier ; - Richard Garneau ; - Gildor Roy ; - Marie Chouinard ; - Benoît Brière ; - Alain Labrousse ; - Yvan Delorme, le chef du SPVM ; |           |
| 26 février 2006   | - Normand Brathwaite ; - Jean-François Fillion ; - François Chartier ; - Guillaume Lemay-Thivierge ; - Dany Laferrière ; - Arminda Mota au sujet des lois anti-tabac. |           |
| 5 mars 2006       | - Pierre Lebeau ; - Anouk Leblanc-Boucher ; - Lynda Johnson ; - Marc Boilard ; - Kim St-Pierre ; - John Saul ; - Marie-Jo Thério. |           |
| 12 mars 2006      | - Danielle Proulx ; - Normand Lester ; - Charles-Philippe David ; - François Weyergans ; - Patricia Paquin ; - Alain Poirier ; - Mike Ward. |           |
| 26 mars 2006      | - Jean-Marc Vallée et Marc-André Grondin ; - Marc Labrèche ; - Georges Moustaki ; - Céline Hervieux-Payette ; - Marcel Leboeuf ; - Sophie Cadieux ; - Jean-François Chicoine et Nathalie Collard au sujet des congés parentaux.                                                               |           |
| 2 avril 2006      | - Stéphane Rousseau ; - Céline Galipeau ; - Patrick Huard ; - Chrystine Brouillet ; - Gérald Larose ; - Alain Lefèvre ; - Isabelle Mercier. |           |
| 9 avril 2006      | - Luc Picard et Fatou N'Diaye ; - Nana Mouskouri ; - Laurent Paquin ; - Jean Lapointe ; - Claude Morin ; - Alain Dubuc ; - Sylvie Laliberté. |           |
| 16 avril 2006     | - Ginette Reno ; - Sophie Prégent ; - Josélito Michaud ; - Dominic Sillon et Martin Cloutier du groupe Dominic et Martin ; - Édouard Lock ; - Richard Béliveau ; - Frédérick Lavoie au sujet de son emprisonnement en Biélorussie.                                                            |           |
| 23 avril 2006     | - Antoine Bertrand ; - Robert Lepage ; - Wilfred Le Bouthillier ; - David Suzuki ; - Sylvie Fréchette ; - Jacques Languirand ; - Anick Lemay. |           |
| 30 avril 2006     | Les meilleurs moments de la saison 2005-2006. |           |

### Saison 3 (2006-2007)
| Date              | Invités | Audience |
| ----------------- | --- | -------- |
| 17 septembre 2006 | - Serge Lama ; - Thierry Ardisson ; - Christiane Charette ; - Guy Fournier ; - Jean Leloup alias Jean Leclerc ; - Jacques P. Dupuis ; - Sophie Chiasson pour son livre Droit Devant. |          |
| 24 septembre 2006 | - Eva Avila ; - Alfonso Gagliano ; - Louis Morissette ; - Roméo Dallaire ; - Emmanuel Bilodeau ; - Macha Limonchik ; - Patrice Robitaille et Patrice Sauvé. |          |
| 1 octobre 2006    | - Marc Messier ; - Mad Dog Vachon ; - Benoîte Groult ; - Annie Villeneuve ; - Maria Mourani ; - Sylvain Cossette ; - Jacques Duchesneau. |          |
| 8 octobre 2006    | - Jean-Luc Mongrain ; - Marc Levy ; - Jean-François Mercier ; - Julie Le Breton ; - Michael Ignatieff ; - Manon Barbeau ; - Mathias Lefebure, gardien de brebis. |          |
| 15 octobre 2006   | - Louis-José Houde ; - Gregory Charles ; - Suzanne Clément ; - Bryan Perro ; - David Servan-Schreiber ; - Jill Côté pour son livre La fille du secret ; - Hélène Bélanger-Martin pour son documentaire La peau et les os après.                                                                     |          |
| 22 octobre 2006   | - George Thurston ; - Guy Chevrette ; - Dominique Michel ; - Roger Auque ; - Lucie Pagé ; - Ricardo Larrivée ; - Catherine Berclaz, ex-compagne de Yeslam Ben Laden. |          |
| 5 novembre 2006   | - Patrick Bruel ; - Serge Thériault ; - Michel Blanc ; - Claude Béchard ; - Martin Picard ; - Juliette Binoche et Santiago Amigorena ; - Nadia Zouaoui pour son documentaire Le voyage de Nadia. |          |
| 12 novembre 2006  | - Gilles Vigneault et Henri Salvador ; - Marc Béland ; - Georges St-Pierre ; - Stéphane Gendron ; - Michel Beaudet ; - Catherine Trudeau ; - Sarah Chayes, ex-journaliste et fondatrice d'une coopérative en Afghanistan.                                                                           |          |
| 19 novembre 2006  | - Marie Eykel, Jacques L'Heureux et Claire Pimparé ; - Mario Pelchat ; - Pierre Marcotte ; - Stéphane Laporte ; - Richard Martineau ; - Zlata Filipovic ; - Annie Roy, cofondatrice de l'Action terroriste socialement acceptable (ATSA).                                                           |          |
| 26 novembre 2006  | - Richard Séguin ; - Dominique Lévesque et Dany Turcotte ; - Jean-Marc Fournier ; - Cathy Gauthier ; - Evelyne de la Chenelière ; - Stéphane Archambault, Marie-Hélène Fortin, Frédéric Giroux et Nicolas Archambault du groupe Mes Aïeux ; - Sylvie Fortin et Hélène Fortin, sœurs de Dédé Fortin. |          |
| 3 décembre 2006   | - André Ducharme, Yves P. Pelletier et Bruno Landry du groupe Rock et Belles Oreilles ; - Anne-Marie Losique ; - Guy Bertrand ; - François Avard ; - Yves Desgagnés ; - Jean Lemire ; - Geneviève Néron.                                                                                            |          |
| 10 décembre 2006  | Les meilleurs moments des 11 premiers épisodes de la saison. |          |
| 21 janvier 2007   | - Julien Poulin ; - Stéphane Gendron ; - Dominic Champagne ; - Marie-Hélène Thibault ; - Patrick Watson ; - Victoria Abril ; - Guy Gendron au sujet de l'exploitation des sables bitumineux au Canada.                                                                                              |          |
| 28 janvier 2007   | - Stéphane Bourguignon ; - Guy Corneau ; - Marie-Mai ; - Pierre Curzi ; - Fernando Botero ; - Patrick Lagacé ; - Isabel Richer. |          |
| 4 février 2007    | - Pascal Bruckner ; - Réal Béland ; - Michel Côté ; - Louise Lecavalier ; - Jacques Proulx ; - Alexis Comte, transgenre. - André Drouin, conseilleur municipal d'Hérouxville. |          |
| 11 février 2007   | - Louise Arbour ; - Lise Thériault ; - Sophie Lorain ; - Daniel Pinard ; - Marie Plourde ; - Claire Samson ; - Michael Sheehan au sujet du suicide chez les adolescents. |          |
| 25 février 2007   | - Paul Ahmarani ; - Patrick Senécal ; - Florence K ; - Serge Denoncourt ; - Elisapie Isaac ; - Christine St-Pierre et Bernard Drainville ; - Amir Khadir. |          |
| 4 mars 2007       | - André Boisclair ; - Zachary Richard ; - Geneviève Guérard ; - Chantal Hébert ; - Jean-Paul Dubois ; - Matthieu Ricard ; - Jean-Roch Simard, père de Nathalie Simard et René Simard. |          |
| 11 mars 2007      | - Mario Dumont ; - Guy Jodoin ; - Arielle Dombasle ; - Chantal Hébert ; - Éric-Emmanuel Schmitt ; - Yann Perreau ; - Serge Postigo. |          |
| 18 mars 2007      | - Jean Charest ; - Denis Bouchard ; - Raôul Duguay ; - Luce Dufault ; - Raoul Jomphe ; - Scott McKay ; - Marion Cotillard. |          |
| 25 mars 2007      | - Bernard Derome ; - Richard Martineau ; - Claude Jasmin ; - Gérard Lenorman ; - Hélène Florent ; - Alexis Martin et Daniel Brière ; - André-Line Beauparlant pour le film Panache. |          |
| 1 avril 2007      | - Daniel Bélanger ; - Jacques Demers ; - Jean-Thomas Jobin ; - Simcha Jacobovici ; - Marie-Nicole Lemieux ; - Gérard Darmon ; - Pierre Marchand. |          |
| 8 avril 2007      | - Michèle Richard ; - Marie Tifo ; - Armand Vaillancourt ; - Francis Reddy ; - Mireille Guiliano ; - Charles Tisseyre ; - Frédérique Vallières, au sujet de la fondation d'un ONG pour venir en aide à un village kényan.                                                                           |          |
| 15 avril 2007     | - Louise Beaudoin et Liza Frulla ; - Isabelle Boulay ; - Georges Brossard ; - Romain Duris ; - William Reymond ; - Mariloup Wolfe ; - Xavier Caféïne. |          |
| 22 avril 2007     | - Claude Dubois ; - Janette Bertrand ; - Gilbert Rozon ; - Patsy Gallant ; - Joann Villeneuve, veuve de Gilles Villeneuve ; - Hayder Kadhim, victime de la fusillade du Collège Dawson ; - Guy Laroche au sujet de la mission armée canadienne à Kandahar.                                          |          |
| 29 avril 2007     | Les meilleurs moments de la saison 2006-2007. |          |

### Saison 4 (2007-2008)
| Date              | Invités | Audience |
| ----------------- | --- | -------- |
| 16 septembre 2007 | - Yvon Deschamps ; - Patrice Roy ; - Martin Matte ; - Nelly Arcan ; - François Girard ; - Philippe Tisseyre, pianiste ; - Martin Provencher, père de Cédrika Provencher. |          |
| 23 septembre 2007 | - Michel Barrette ; - Kevin Parent ; - Pascale Picard ; - Paul Houde ; - Christian Mistral ; - Richard Petit ; - Brigitte McCann. |          |
| 30 septembre 2007 | - Roy Dupuis et Roméo Dallaire ; - Paul Arcand ; - Michel Pagliaro ; - André-Philippe Gagnon ; - Diane Lemieux ; - Stéphanie Crête-Blais, comédienne ; - Denis Bolduc au sujet du lock-out au Journal de Québec. |          |
| 7 octobre 2007    | - Marie Laberge ; - Salvatore Adamo ; - Rachid Badouri ; - Sylvie Drapeau ; - François Cardinal ; - Joseph Arthur ; - Christian Tétreault pour son livre Je m'appelle Marie. |          |
| 14 octobre 2007   | - Yves Corbeil ; - Bruno Pelletier ; - Suzanne Lévesque ; - Yves Jacques ; - Karina Marceau ; - Aline Apostolska. |          |
| 21 octobre 2007   | - Josée di Stasio ; - Lise Dion ; - Denis Coderre ; - Gilbert Sicotte ; - Sandrine Bonnaire ; - Maxime Desjardins-Tremblay et Anaïs Barbeau-Lavalette ; - Saïd Jaziri et Omar Koné. |          |
| 4 novembre 2007   | - Nicola Ciccone ; - Michel Tremblay ; - Peter MacLeod ; - Steph Carse ; - Jean-Pierre Charbonneau ; - Isabelle Hudon ; - Ali Nestor Charles, boxeur et fondateur de l'organisme Ali et les Princes de la rue. |          |
| 11 novembre 2007  | - Mia Farrow ; - Michelle Courchesne ; - Fred Pellerin et Nicolas Pellerin ; - Jean-François Lisée ; - DJ Champion (en performance avec ses guitaristes) ; - Angélique Kidjo ; - Patrick Huard et Daniel Germain au sujet du Sommet du millénaire Montréal 2007 ; - Charles-Alexandre Théorêt pour son essai Maudite poutine! |          |
| 18 novembre 2007  | - Plume Latraverse ; - Gérald Tremblay ; - Bernard Pivot ; - Grand Corps Malade ; - Karina Goma ; - Jade Raymond ; - Catherine Leduc et Matthieu Beaumont du groupe Tricot Machine. |          |
| 25 novembre 2007  | - Jean Chrétien ; - Russell Martin ; - Paul Piché ; - Edgar Fruitier ; - Claudette Dion et d'autres membres de la Famille Dion ; - Mariouche Gagné, designer et fondatrice de Harricana ; - Maryse Chartrand pour son documentaire Le voyage d'une vie.                                                                       |          |
| 2 décembre 2007   | - Denys Arcand et Marc Labrèche ; - Éric Lapointe ; - Lise Tremblay ; - Jean-François Nadeau et Manuel Foglia ; - Léandre Bergeron ; - Nathalie Simard ; - Monique et Lucien des Têtes à claques (Michel Beaudet). |          |
| 9 décembre 2007   | Les meilleurs moments des 11 premiers épisodes de la saison. |          |
| 3 février 2008    | - Stéphane Dion ; - Marie-Élaine Thibert ; - Pierre Verville ; - Véronique Cloutier ; - Marie-Sissi Labrèche ; - Audrey Benoît ; - Isabelle Lavigne et Stéphane Thibault pour le documentaire Junior. |          |
| 10 février 2008   | - Louis-José Houde ; - Laurence Leboeuf et Jacques Savoie ; - Guillaume Vigneault et Yves-Christian Fournier ; - La Compagnie créole ; - Lucian Bute ; - Louise Richer ; - Serge Bilé. |          |
| 17 février 2008   | - Michel Drucker ; - Pauline Marois ; - Michel Courtemanche ; - Monique Mercure ; - Julie Payette ; - Sergio Kokis ; - Laetitia Angba, immigrante expulsée vers son pays d'origine. |          |
| 24 février 2008   | - Marie-France Bazzo ; - Philippe Couillard ; - Yves Lambert ; - René-Daniel Dubois ; - Ima ; - Yves Desrosiers ; - Laurence Jalbert. |          |
| 2 mars 2008       | - Michel Fugain ; - Michel Bergeron ; - Michael Fortier ; - Danielle Ouimet ; - Simon Mailloux ; - André Pratte et Joseph Facal ; - Catherine Major. |          |
| 16 mars 2008      | - Guylaine Tremblay ; - François Avard ; - Donald Cuccioletta ; - Monique Proulx ; - Réal Bossé ; - Valérie Blais et Éric Bernier ; - David Macklovitch et Patrick Gemayel du groupe Chromeo. |          |
| 23 mars 2008      | - Robert Charlebois ; - Monique Jérôme-Forget ; - Gilles Proulx ; - Yves Simoneau ; - William Reymond ; - Michèle Boisvert, journaliste économique pour le journal La Presse ; - Marjorie Jean-Baptiste au sujet de son acte de bravoure qui a sauvé la vie de sept enfants.                                                  |          |
| 30 mars 2008      | - Rémy Girard ; - Kent Nagano ; - Rafaële Germain ; - Sylvain Cossette ; - James Di Salvio ; - Michel Roy, le père et biographe de Patrick Roy ; - Michèle Boisvert, journaliste économique pour le journal La Presse. |          |
| 6 avril 2008      | - Gilles Duceppe ; - Dany Laferrière ; - Josiane Balasko ; - Yolande James ; - Marco Calliari ; - Mélanie Maynard. |          |
| 13 avril 2008     | - Claude Legault ; - Nicole Croisille ; - Jean-Guy Moreau ; - François Blais ; - Gilles Julien ; - Lulu Hughes ; - Josélito Michaud. |          |
| 20 avril 2008     | - Chantal Fontaine ; - Hubert Reeves ; - Colm Feore ; - Ariane Moffatt ; - Hugo Latulippe ; - Loïc Tassé, politologue et spécialiste de la Chine ; - Dan Georgesco, Mike Plant, Martin Bolduc et Francis Fillion du groupe Les Porn Flakes.                                                                                   |          |
| 27 avril 2008     | - Stéphane Rousseau ; - Marie-Lise Pilote ; - Max Gros-Louis ; - Sonia Benezra ; - François Papineau ; - Esther Bégin ; - Sylvie Tremblay, ex-vice-présidente de l'Action démocratique du Québec. |          |
| 4 mai 2008        | - Anthony Kavanagh ; - Garou ; - Renée Martel ; - Melanie C ; - Daniel Pennac ; - Sylvie Bernier ; - Richard Legendre. |          |
| 18 mai 2008       | Les meilleurs moments de la saison 2007-2008. |          |

### Saison 5 (2008-2009)
| Date                                                 | Invités | Audience |
| ---------------------------------------------------- | --- | -------- |
| 21 septembre 2008                                    | - Guy Carbonneau ; - Gilles Duceppe ; - Franck Dubosc ; - Anne Dorval ; - Dan Bigras ; - Louise Marleau ; - Marie-Paul Ross. |          |
| 28 septembre 2008                                    | - Alex Kovalev et Suzanne Vobecky ; - Alexandre Despatie et Chantal Petitclerc ; - Stéphane Dion ; - Michel Rivard ; - Marie-Chantal Toupin ; - Réjean Tremblay ; - Mélanie Joly. |          |
| 5 octobre 2008                                       | - Julie Couillard ; - André Sauvé ; - Janette Bertrand et Dominique Lajeunesse ; - Stéphan Bureau ; - Geneviève Borne ; - Philippe Falardeau et Antoine L'Écuyer ; - René Vézina. |          |
| 12 octobre 2008 (émission spéciale 100e)             | - Jack Layton ; - Claude F. Archambault ; - Pierre Légaré ; - Martin Deschamps ; - Serge Laprade ; - Emmanuelle Latraverse ; - France Beaudoin. |          |
| 19 octobre 2008                                      | - Alice Cooper ; - Stéphane Archambault, Marie-Hélène Fortin, Frédéric Giroux et Benoît Archambault du groupe Mes Aïeux ; - Dominic Sillon et Martin Cloutier du groupe Dominic et Martin ; - Isabelle Maréchal ; - Jean Barbe ; - Monia Mazigh ; - Chantal Hébert. |          |
| 26 octobre 2008                                      | - Louis-José Houde ; - Mafiaboy ; - Patrick Norman ; - Pierre Falardeau ; - India Desjardins ; - John Parisella et Donald Cuccioletta ; - Michel Auger. |          |
| 9 novembre 2008                                      | - Jean Charest ; - Sébastien Trudel et Marc-Antoine Audette du groupe Les justiciers masqués ; - Jean-Pierre Ferland ; - Marie Carmen ; - Bruno Blanchet ; - Aleksandra Wozniak ; - Gregory Charles. |          |
| 16 novembre 2008                                     | - Lynda Lemay ; - Jacques Parizeau ; - Louise Forestier ; - Anne Robillard ; - Chantal Lamarre ; - Jean-Sébastien Busque, Mathieu Pichette et Félix Tanguay pour l'émission Les pieds dans la marge ; - Marie-Claude Elie, infirmière pour la Croix-Rouge. |          |
| 23 novembre 2008                                     | - Pauline Marois ; - Daniel Bélanger ; - Luc Picard et Marie-Chantal Perron ; - Ken Follett ; - Benoît Gagnon ; - Rachelle Lefevre ; - Michelle Blanc. |          |
| 30 novembre 2008                                     | - Claude Meunier et Marc Messier ; - Henry Morgentaler ; - Ron Fournier ; - Victor-Lévy Beaulieu ; - Jacques Rougeau ; - Liza Frulla, Marie Grégoire et Jean-Pierre Charbonneau ; - Johanne Tassé au sujet du traitement des animaux de compagnie. |          |
| 7 décembre 2008                                      | Les meilleurs moments des 10 premiers épisodes de la saison. |          |
| 21 décembre 2008                                     | Ron Fournier (rediffusion de l'entrevue du 30 novembre 2008). |          |
| 31 décembre 2008 (émission spéciale du jour de l'an) | - Patrice Brisebois et Chantal Petitclerc ; - Jean Charest et Pauline Marois ; - Julie Couillard ; - Gilles Duceppe et Jack Layton ; - Roy Dupuis et Réjean Thomas ; - Mario Tessier et José Gaudet du groupe Les Grandes Gueules ; - Chantal Hébert ; - Louis-José Houde, Patrick Huard et Stéphane Rousseau ; - Amir Khadir ; - Régis Labeaume et Gérald Tremblay ; - Marie-Mai ; - Guylaine Tremblay. |          |
| 1 février 2009                                       | - Karine Vanasse et Denis Villeneuve ; - Patrick Huard ; - Jean-François Mercier ; - Richard Martineau ; - Mara Tremblay ; - Raynald Leblanc au sujet du lock-out au Journal de Montréal ; - Christiane Desjardins au sujet du procès Éric contre Lola. |          |
| 8 février 2009                                       | - Bernard Landry ; - Patrick Lagacé ; - Érick Rémy ; - Pol Pelletier ; - Didier Lucien et Angelo Cadet au sujet du Gala SOBA ; - Julien Mineau, Francis Mineau, Mathieu Cournoyer et Thomas Augustin du groupe Malajube ; - Anne-Krystel Goyer, playmate. |          |
| 15 février 2009                                      | - Rachid Badouri ; - Nicola Ciccone ; - Catherine Trudeau, Amélie Bernard, Marilyse Bourke et Kathleen Fortin ; - Larry Smith ; - Rick Astley ; - Joannie Rochette ; - Yves Michaud. |          |
| 22 février 2009                                      | - Normand Brathwaite ; - Jean Perron ; - Michelle Courchesne ; - Chuck Comeau, Sebastien Lefebvre et Jeff Stinco du groupe Simple Plan avec Marika Aubé Lefrançois ; - Yannick Nézet-Séguin ; - Daniel Leblanc ; - Patrick Lagacé ; - Anne-Sophie Dutoit, cinéaste. |          |
| 1 mars 2009                                          | - Martin Matte ; - Lawrence Cannon ; - Martine St-Clair ; - Varda Étienne ; - Marc Hervieux ; - Patrick Leduc et Cédric Joqueviel ; - Rose-Marie Charest, présidente de l'Ordre des psychologues du Québec. |          |
| 8 mars 2009                                          | - Mario Dumont et Marie-Claude Barrette ; - Yvon Deschamps et Judi Richards ; - Janine Sutto ; - François Massicotte ; - André Forcier ; - Caroline Allard ; - Nathalie Buisson pour son spectacle bénéfice Cœur en tête. |          |
| 15 mars 2009                                         | - Sébastien Ricard ; - Stéphanie Lapointe ; - James Moore ; - François Gagnon ; - Éric Fortin et Caroline Lachance, les parents du disparu David Fortin ; - Samantha Nutt, fondatrice de la branche canadienne de War Child ; - Frédérick Gaudreau au sujet de la cybercriminalité. |          |
| 22 mars 2009                                         | - Guy Laliberté ; - Michel Rivard, Marie-Michèle Desrosiers, Pierre Bertrand, - Pierre Huet, Michel Hinton, Réal Desrosiers et Robert Léger du groupe Beau Dommage ; - Fanny Mallette ; - Jennifer Heil et Alexandre Bilodeau ; - Yann Perreau ; - Eugene O'Hagan et Martin O'Hagan du groupe The Priests ; - Jacques Ménard, président de BMO.                                                          |          |
| 5 avril 2009                                         | - Marcel Aubut ; - Pierre Lapointe ; - Angèle Coutu ; - Josée Blanchette ; - Chuck Hughes ; - Marie-Maude Denis et Alain Gravel ; - Mario Tessier et José Gaudet du groupe Les Grandes Gueules. |          |
| 12 avril 2009                                        | - Laurent Paquin et Réal Béland ; - Yves Bolduc ; - Micheline Lanctôt ; - Hervé Kempf ; - Bernard Lachance ; - Betty Bonifassi et Jean-Philippe Goncalves du groupe Beast ; - Monique Jérôme-Forget. |          |
| 19 avril 2009                                        | - Michael Ignatieff ; - Jean-Michel Anctil ; - Margaret Atwood ; - Patrick Poivre d'Arvor ; - Anne-Marie Losique ; - Pierre Marsolais et Sylvain Bédard au sujet du don d'organes ; - Marie-Christine Lavoie pour l'émission La maison de Maxim Lapierre. |          |
| 26 avril 2009                                        | - Éric Lapointe ; - Ginette Reno ; - Jean Leloup ; - Denis Côté ; - Chantal Machabée ; - André Noël ; - Sidney Elhadad pour l'émission Montre-moi. |          |
| 3 mai 2009                                           | - Guy Carbonneau ; - Paul Potts ; - Paolo Noël ; - Régis Labeaume et Daniel Gélinas ; - Marina Orsini ; - Pierre Lavoie ; - Alex Morissette, Byron Mikaloff et Christian Roberge du groupe The Lost Fingers. |          |
| 10 mai 2009                                          | - Robert Lepage ; - Jonathan Roy ; - Geneviève Borne ; - Denise Filiatrault ; - Xavier Dolan ; - Alain Simard et André Ménard, cofondateurs du Festival International de Jazz de Montréal ; - Dany Turcotte et André Ducharme au sujet du Défi des têtes rasées. |          |
| 17 mai 2009                                          | Les meilleurs moments de la saison 2008-2009. |          |

### Saison 6 (2009-2010)
| Date                                                 | Invités | Audience  |
| ---------------------------------------------------- | --- | --------- |
| 27 septembre 2009                                    | - Diane Dufresne ; - Fabrice Luchini ; - Ingrid Betancourt ; - Jacques Demers ; - Marc Labrèche ; - Marc-André Grondin ; - Évelyne Audet ; - Ariane Moffatt. | 1 203 000 |
| 4 octobre 2009                                       | - Gene Simmons et Paul Stanley du groupe Kiss ; - Denis Coderre ; - Michel Legrand ; - Alex Perron ; - Pauline Martin ; - Catherine Pogonat ; - Roch-Sylvain Thériault et François Thériault, fils du dirigeant de secte Roch « Moïse » Thériault. | 1 497 000 |
| 11 octobre 2009                                      | - Geoffrey Molson ; - Renée-Claude Brazeau ; - Frédéric Beigbeder ; - Mika ; - Yann Martel ; - Louis-François Marcotte ; - Claudia Barila, copropriétaire de la griffe de vêtements Barila. | 1 267 000 |
| 18 octobre 2009                                      | - Gérald Tremblay, Louise Harel et Richard Bergeron ; - Vincent Pérez ; - Sylvain Larocque ; - Kevin Parent ; - Alain Poirier et Marc Zaffran ; - Charles Dubreuil, Simon Proulx, Alexandre Parr et Pierre-Luc Boisvert du groupe Les Trois Accords ; - Natalie McLennan, auteure du livre The Price. | 1 133 000 |
| 25 octobre 2009                                      | - Martin Matte et Stéphane Rousseau ; - Élise Guilbault ; - Enrico Macias ; - Marc Dos Santos ; - Gilles Taillon ; - Marie-Maude Denis et Alain Gravel ; - Léa Clermont-Dion. | 1 389 000 |
| 8 novembre 2009                                      | - Guy Lafleur ; - Guy Laliberté ; - Donald Lautrec ; - Guy Mongrain ; - Ginette Reno ; - Gil Courtemanche ; - Valérie Jodoin Keaton, photographe. | 1 507 000 |
| 15 novembre 2009                                     | - Dany Laferrière ; - Jacques Parizeau ; - Claude Dubois ; - Steven Guilbeault ; - Sophie Faucher ; - Costa-Gavras ; - Natasha Ivisic pour le documentaire Je porte le voile. | 1 099 000 |
| 22 novembre 2009                                     | - Gregory Charles ; - Fred Pellerin ; - Béatrice Martin alias Cœur de pirate ; - Stéphane Richer et Claude Lemieux ; - Bernard Derome ; - Sébastien Dubé et Vincent Léonard du groupe Les Denis Drolet ; - Marie-Pierre Duval pour son documentaire Bébé ou CV? | 1 257 000 |
| 29 novembre 2009                                     | - Annie Villeneuve ; - Loreena McKennitt ; - Dumas ; - Paul Piché ; - Nico Archambault ; - Corno ; - Jean-Philippe Wauthier, Jean-Philippe Pleau et Olivier Niquet pour l'émission Le Sportnographe. | 966 000   |
| 6 décembre 2009                                      | - Mario Tessier et José Gaudet du groupe Les Grandes Gueules ; - Anthony Calvillo, Matthieu Proulx et Étienne Boulay ; - Edgar Fruitier et Jean-Claude Turcotte ; - Claude Meunier ; - Dominic Champagne et Daniel Bélanger ; - Garou ; - Nathalie Provost et Francine Pelletier au sujet de la tuerie de l'École polytechnique de Montréal. | 1 306 000 |
| 13 décembre 2009                                     | Les meilleurs moments des 10 premiers épisodes de la saison. | 1 110 000 |
| 16 décembre 2009                                     | Diane Dufresne (rediffusion de l'entrevue du 27 septembre 2009). | N/D       |
| 20 décembre 2009                                     | Guy Lafleur (rediffusion de l'entrevue du 8 novembre 2009). | 1 224 000 |
| 31 décembre 2009 (émission spéciale du jour de l'an) | - Louis-José Houde, André Sauvé, Jean-Michel Anctil et Véronic DiCaire ; - Véronique Cloutier, Louis Morissette, Mario Dumont, Fabrice de Pierrebourg et Éric Lapointe ; - Anne Dorval, Xavier Dolan et Michel Côté ; - Anne-France Goldwater, Claude Robinson, Bobby Nadeau, Ginny Nelles et Danielle Manouvrier ; - Jean Pascal, Vincent Damphousse et Joannie Rochette ; - Nick De Santis, Richard Legendre, Patrick Leduc, Rocco Placentino ; - Étienne Boulay, Guillaume Allard-Cameus, Luc Brodeur-Jourdain, Martin Bédard et Danny Desriveaux ; - Maxime Landry, Michel Louvain et Régis Labeaume ; - André Ducharme, Bruno Landry, Yves P. Pelletier et Guy A. Lepage¹ du groupe Rock et Belles Oreilles. ¹ Dany Turcotte, le fou du roi, a pris la barre de l'animation pour pouvoir interviewer tout les membres de RBO. | 1 806 000 |
| 3 janvier 2010                                       | Fred Pellerin (rediffusion de l'entrevue du 22 novembre 2009). | 517 000   |
| 31 janvier 2010                                      | - Georges Laraque ; - Claude Legault et Podz ; - Messmer ; - Louise Cousineau ; - Kaya ; - Kim Thúy ; - Patrick Sauvé et Rachelle Norbrun au sujet du Séisme de 2010 à Haïti. | 1 449 000 |
| 7 février 2010                                       | - Antoine Bertrand ; - Gad Elmaleh ; - Gaétan Barrette ; - Chloé Sainte-Marie ; - Fabienne Colas ; - Elly Jackson du groupe La Roux ; - Henri Fournier, un accusé d'agression sexuelle innocenté. | 1 255 000 |
| 14 février 2010                                      | - Jack Layton ; - Andrée Lachapelle ; - Biz ; - Helmut Fritz ; - Pascale Bussières ; - André Aubry et Daniel Moisan, deux plongeurs-policiers ; - Michel Drapeau au sujet des aveux de Russell Williams. | 1 146 000 |
| 21 février 2010                                      | - Garou ; - Pauline Marois ; - Joël Legendre ; - Normand D'Amour ; - Johanne Blouin ; - Charles Taylor ; - Maurice Duquette au sujet du dopage en athlétisme. | 1 276 000 |
| 28 février 2010                                      | - Kevin Parent ; - Amélie Nothomb ; - Mariloup Wolfe ; - Denis Gagnon ; - Agnès Jaoui ; - Sophie Deraspe et Marie-Hélène Bellavance pour le film Les Signes vitaux ; - Gabriel Malenfant, Jacques Alphonse Doucet et Alexandre Bilodeau du groupe Radio Radio. | 945 000   |
| 7 mars 2010                                          | - Marianne St-Gelais et Charles Hamelin ; - Jasey-Jay Anderson ; - Alain Goldberg ; - Joe Bocan ; - Georges-Hébert Germain ; - Nadia Gagnier de l'émission Dre Nadia ; - Alain Vadeboncoeur et Steeve Gauthier au sujet de l'état des hôpitaux au Québec. | 1 278 000 |
| 14 mars 2010                                         | - Patrice L'Écuyer ; - Maxim Roy ; - Melissa Auf der Maur ; - Luc Langevin ; - Anne Nivat ; - Élyse Lambert, sommelière ; - Nicole Campeau et Bernard Baril au sujet du décès de Mariette Fournier. | 1 531 000 |
| 21 mars 2010                                         | - Martin Matte ; - Rufus Wainwright ; - Christophe Lambert ; - MC Gilles ; - Jean Cournoyer ; - Marie-France Roy, snowboardeuse ; - Maria Labrecque Duchesneau au sujet des conditions difficiles des agriculteurs québécois. | 1 687 000 |
| 4 avril 2010 (émission spéciale à Paris)             | - Laurent Ruquier, Gilbert Rozon et Gregory Charles ; - Christophe Nick, Maxence Bilodeau et Christian Rioux ; - Thierry Ardisson ; - Frédéric Beigbeder et Dany Laferrière ; - Alain Chabat ; - Orlan ; - Lucie Laurier, Cedric Ban Abdallah et Marie-Ève Perron. | 1 119 000 |
| 11 avril 2010                                        | - Claude Robinson ; - Jasmin Roy ; - India Desjardins et Marianne Verville ; - Ian Halperin ; - Roger Tabra ; - Marie-Thérèse Fortin ; - Érik Guay. | 1 789 000 |
| 18 avril 2010                                        | - Michel Jasmin ; - Claudette Dion ; - Gilles Vigneault ; - Jean-Claude Hébert ; - Simon Olivier Fecteau ; - Anne-Marie Withenshaw ; - Marie-Hélène Dubé, survivante du cancer. | 1 713 000 |
| 25 avril 2010                                        | - Charlotte Gainsbourg ; - Jean-François Mercier ; - K. Maro ; - Sugar Sammy ; - Jean-Yves Jason ; - Nadia Giosia, animatrice de Food Network ; - Pierre Mainville, sabreur en fauteuil roulant. | 870 000   |
| 2 mai 2010                                           | - Véronique Cloutier, Marina Orsini et Éric Salvail ; - Alain Lefèvre et Patrick Drolet ; - Samian ; - Louis Godin ; - Denis Coderre ; - Nancy Mawn, atteinte du cancer ; - Cyrille Girard, agent immobilier. | 1 497 000 |
| 9 mai 2010                                           | - Robert Piché et Michel Côté ; - Dave St-Pierre ; - Yves P. Pelletier ; - Paul Houde ; - Michel C. Auger et Josée Legault ; - Nathalie Bondil ; - Francis Cloutier, Ghyslain Dufresne et Daniel Grenier du groupe Les Chick'n Swell ; - Karine Laprise, Miss Ronde Québec 2010. | 1 497 000 |
| 23 mai 2010                                          | Les meilleurs moments de la saison 2009-2010. | 817 000   |

### Saison 7 (2010-2011)
| Date              | Invités | Audience  |
| ----------------- | --- | --------- |
| 26 septembre 2010 | - Roch Voisine ; - Michèle Dionne ; - Guy Nadon ; - Daniel Lemire ; - Anne-Marie Losique ; - Denis Villeneuve et Mélissa Désormeaux-Poulin ; - Mario Roy et Marian Stastny au sujet du retour de la Ligue nationale de hockey à Québec. | 1 436 000 |
| 3 octobre 2010    | - Patrick Huard ; - Phil Collins ; - Marc Bellemare ; - Jean Reno ; - Elisabetta Fantone ; - Jean-Claude Kaufmann ; - Mélanie Gagné et Véronique Latte au sujet du deuil périnatal. | 1 420 000 |
| 10 octobre 2010   | - Jean-François Lisée et Martin Patriquin ; - Nathalie Normandeau ; - Tex Lecor ; - Robin Aubert et Michel Barrette ; - Nicole Martin ; - Sylvie Léonard ; - François Bourbeau, ufologue. | 1 316 000 |
| 17 octobre 2010   | - Martin Petit ; - Charles Aznavour ; - Gino Vannelli ; - Jacqueline Lessard ; - Sylvain Cossette ; - Pascale Lévesque et Valérie Dufour au sujet du lock-out du Journal de Montréal ; - Michel Méthot, Nicola Di Iorio et François Rozon au sujet de la sécurité routière. | 1 277 000 |
| 24 octobre 2010   | - Robert Charlebois ; - Marie Laberge ; - Christine St-Pierre et Pierre Curzi ; - Guy Lafleur ; - Philippe Katerine ; - Jessica Paré ; - Robert Frosi et Nathalie Lambert au sujet de la détresse psychologique chez les athlètes de haut niveau. | 1 267 000 |
| 31 octobre 2010   | - André Cédilot et André Noël ; - Joël Legendre ; - Joanne Marcotte et Éric Duhaime ; - Julie Bélanger ; - Daniel Lanois ; - Jonathan Duhamel ; - Jean-Thomas Jobin. | 1 327 000 |
| 14 novembre 2010  | - Marie-Mai ; - Jean Coutu ; - Jean-Paul Gaultier ; - Alain Lacoursière ; - Georges St-Pierre ; - Louis-Bernard Robitaille ; - Louis-Jean Cormier, François Lafontaine et Stéphane Bergeron du groupe Karkwa. | 1 216 000 |
| 21 novembre 2010  | - Yvon Deschamps et Benoît Brière ; - Paul Houde ; - Élise Guilbault et Isabelle Vincent ; - Gérard Deltell ; - Magali Tisseyre ; - Alain Mabanckou ; - Nadja. | 1 429 000 |
| 28 novembre 2010  | - Martin Matte ; - André Robitaille ; - Jacques Villeneuve ; - Gina Desjardins ; - Marie-Josée Lord ; - Éric Lapointe ; - Did-Tafari Bélizaire au sujet du jeu pathologique. | 1 332 000 |
| 5 décembre 2010   | - Rachid Badouri et Guy A. Lepage¹ pour le film L'Appât; - Ingrid Betancourt ; - Véronique Cloutier et Louis Morissette ; - Irina Lazareanu ; - Thomas Lauderdale et China Forbes du groupe Pink Martini ; - Jean Charest ; - Philippe Desrosiers pour la série documentaire Le Sexe autour du monde. ¹ Dany Turcotte, le fou du roi, a pris la barre de l'animation pour interviewer Rachid et Guy. | 1 637 000 |
| 12 décembre 2010  | Les meilleurs moments des 10 premiers épisodes de la saison. | 1 219 000 |
| 18 décembre 2010  | Phil Collins (rediffusion de l'entrevue du 3 octobre 2010). | N/D       |
| 30 janvier 2011   | - Réal Bossé et Claude Legault ; - Lise Dion ; - Régine Chassagne et Dominique Anglade ; - Dany Dubé ; - Damien Robitaille ; - Emmanuelle Chapados, Pierre Côté et Marc St-Onge pour la série documentaire Naufragés des villes ; - Isabel Ladouceur et Sylvain Miron au sujet du suicide de leur fille et de la prévention du suicide.                                                              | 1 536 000 |
| 6 février 2011    | - Luc Picard ; - Marie Saint Pierre ; - Amir Khadir ; - Florence K et Natalie Choquette ; - Paul Doucet ; - François Brousseau et Samir Saul au sujet de la Révolution égyptienne de 2011 ; - Ghislain Leblond au sujet des soins de fin de vie. | 1 216 000 |
| 13 février 2011   | - Denys Arcand, Louise Portal, Rémy Girard, Dorothée Berryman et Pierre Curzi ; - Anne-Marie Dussault ; - Tiken Jah Fakoly ; - Michel Rabagliati ; - Karine Vanasse ; - Luis Urzua, chef des mineurs chiliens victimes de l'Accident minier de Copiapó. | 1 303 000 |
| 20 février 2011   | - Enrique Iglesias ; - Jean-François Lépine ; - Pénélope McQuade ; - Carole Bouquet ; - Macha Grenon ; - Anne-Sophie Pic ; - Roy Dupuis et Nicolas Boisclair pour le documentaire Chercher le courant. | 1 600 000 |
| 27 février 2011   | - Mario Pelchat ; - François Legault ; - Céline Bonnier ; - Sonia LeBel ; - Bernard Adamus ; - Henry Quinson ; - Anthony Kavanagh. | 1 084 000 |
| 6 mars 2011       | - Réjean Tremblay ; - Sylvie Moreau et Yves P. Pelletier ; - Claudette Carbonneau ; - Josélito Michaud ; - Stephen Faulkner ; - Marie-Lise Pilote et Dominique Lévesque du Groupe sanguin ; - Émilie Poirier et Pascal Desparois pour le spectacle Les gros. | 1 455 000 |
| 20 mars 2011      | - Luce Dufault, Daniel Boucher, Stéphanie Lapointe et Michel Rivard ; - André Gagnon ; - Jean Lapointe ; - Ricardo Larrivée ; - Joe Gatti et Jacques Pothier au sujet du boxeur Arturo Gatti ; - Éric Boulanger et Jean-Marc Carpentier au sujet du séisme de 2011 au Japon ; - Sandra Doyon, camionneuse et auteure.                                                                                | 1 359 000 |
| 27 mars 2011      | - Anne-France Goldwater ; - Alex Harvey ; - Emmanuel Bilodeau et Gildor Roy ; - Chantal Jolis ; - François Arnaud ; - André Ducharme ; - Claudia Larochelle et Élsa Pépin pour le recueil de nouvelles Amour et libertinage par les trentenaires. | 1 084 000 |
| 3 avril 2011      | - Jack Layton ; - Mike Ward ; - Alejandro Jodorowsky ; - Brigitte Boisjoli ; - Marc Séguin ; - Serge Postigo ; - Geneviève St-Germain pour son livre Carnets d'une désobéissante. | 1 457 000 |
| 10 avril 2011     | - Gilles Duceppe ; - Serge Denoncourt ; - May Chidiac ; - Marcel Leboeuf, Guillaume Lemay-Thivierge, Sylvie Boucher, Michel Charette, Frédéric Pierre et François Chénier ; - Harley Morenstein et Sterling Toth pour la websérie Epic Meal Time ; - Roxanne Héroux au sujet de l'autisme. | 1 504 000 |
| 17 avril 2011     | - Stéphane Rousseau ; - Jacques Languirand ; - France D'Amour ; - Michel Louvain ; - Vincent Marissal et Gilbert Lavoie ; - Jocelyne Cazin ; - Jean-François Mercier. | 1 770 000 |
| 24 avril 2011     | - Dominique Michel ; - Michael Ignatieff ; - Pierre Richard ; - Régis Labeaume ; - Peter Frampton ; - Maxim Martin ; - Maxime Collard et Isabelle Marchand au sujet de l'intimidation en milieu scolaire. | 1 489 000 |
| 1 mai 2011        | - Chantal Hébert ; - Alexandre Jardin ; - Steven Raichlen ; - Sébastien Benoît ; - Stromae ; - Marie-Denise Pelletier ; - Sébastien Kfoury au sujet du scandale du Berger blanc. | 1 021 000 |
| 8 mai 2011        | - Michel Côté, Benoît Brière et Louis-José Houde ; - Franco Nuovo ; - Jack Layton ; - Pascale Picard ; - Mario Saint-Amand ; - Janine Krieber et Sami Aoun sur la mort d'Oussama ben Laden ; - Pina Arcamone, directrice du Réseau Enfant-Retour Québec. | 1 486 000 |
| 22 mai 2011       | Les meilleurs moments de la saison 2010-2011. | 910 000   |

### Saison 8 (2011-2012)
| Date                                                 | Invités | Audience  |
| ---------------------------------------------------- | --- | --------- |
| 25 août 2011                                         | Les meilleurs moments de Jack Layton. | N/D       |
| 25 septembre 2011                                    | - Jacques Duchesneau ; - Denise Bombardier ; - Boucar Diouf et Laurent Paquin ; - Olivia Chow ; - Hélène Florent, Evelyne Brochu et Kevin Parent ; - Jean Bissonnette ; - Patrick Bourgeois, François Jean et Alain Lapointe du groupe Les BB. | 1 474 000 |
| 2 octobre 2011                                       | - Nicolas Girard, Amir Khadir et Sylvie Roy ; - Bernard Derome et Serge Savard ; - Lise Watier ; - Claudine Mercier ; - Gilles Renaud ; - Reed Brody ; - Claude Rajotte. | 1 317 000 |
| 9 octobre 2011                                       | - Fabienne Thibeault ; - Eddy King ; - Maxime-Olivier Moutier ; - Lorraine Pintal ; - Bruno Guglielminetti ; - René Angélil. | 1 207 000 |
| 16 octobre 2011                                      | - Anthony Calvillo ; - Michel Dumont ; - Djemila Benhabib ; - Denise Robert ; - Marie-Louise Arsenault ; - Mathieu Roy ; - André-Philippe Gagnon et Stéphane Laporte. | 1 357 000 |
| 23 octobre 2011                                      | - Richard Martineau et Patrick Lagacé ; - Pierre Moreau ; - Vincent Vallières ; - Denise Boucher ; - Fabiola Boulanger ; - Chris Nilan ; - François Dumontier, promoteur du Grand Prix du Canada. | 1 353 000 |
| 6 novembre 2011                                      | - Richard Desjardins et Ugo Lapointe ; - Michèle Richard ; - Joyce Napier ; - Béatrice Martin alias Cœur de pirate ; - Maïwenn ; - Marie-Claude Savard. | 1 307 000 |
| 13 novembre 2011                                     | - Louis-José Houde ; - Jacques Duval ; - David Testo ; - Corneille ; - Joannie Rochette ; - Guy Nantel ; - Mattieu Perron, Carminda MacLaurin et Luc Lefebvre du mouvement Occupy. | 1 357 000 |
| 20 novembre 2011                                     | - Normand Legault et Gaétan Frigon ; - Sophie Fontanel ; - Dany Laferrière ; - François Legault ; - Marina Orsini ; - Emmanuel Carrère ; - Mia Donovan et Lara Roxx pour le documentaire Dans la peau de Lara Roxx. | 1 194 000 |
| 27 novembre 2011                                     | - Denise Filiatrault et René Simard ; - Mario Jean ; - Maude Guérin ; - Pauline Marois ; - Robert Fowler (en) ; - Jeannot Painchaud ; - François Pérusse. | 1 386 000 |
| 4 décembre 2011                                      | - Serge Chapleau ; - Chantal Fontaine ; - Bob Rae ; - Mononc' Serge ; - Marc Hervieux, Chloé Sainte-Marie et Nadja ; - Jasmin Roy et Noémie Lafrance, Nelka Pelletier et Joey Crête, victimes d'intimidation ; - Frédéric Morin et David MacMillan propriétaires du restaurant Joe Beef.                                                                              | 1 261 000 |
| 11 décembre 2011                                     | Les meilleurs moments des 10 premiers épisodes de la saison. | 1 261 000 |
| 31 décembre 2011 (émission spéciale du jour de l'an) | - Jean-François Mercier, Gilles Duceppe, Ruth Ellen Brosseau et Alexandre Boulerice ; - Martin Petit, Brigitte Boisjoli, Claude Legault et Réal Bossé ; - Chuck Hughes et Anaïs Pouliot ; - Jacques Duchesneau et Lise Thériault ; - Stéphane Dion, André Boisclair, Marcel Leboeuf et Mariana Royer ; - DJ Champion, Étienne Boulay et trois sinistrés du Richelieu. | 1 019 000 |
| 29 janvier 2012                                      | - Geneviève Brouillette et Myriam Leblanc ; - Éric Duhaime ; - Pierre-François Legendre ; - John Parisella et Esther Bégin ; - Jean-François Lisée ; - Léa Pool ; - Sugar Sammy. | 1 004 000 |
| 5 février 2012                                       | - Nanette Workman ; - Alexandre Barrette ; - Bernard Drainville ; - Serge Bouchard ; - Isabelle Gaston, ex-conjointe de Guy Turcotte ; - Stéphane Tétreault, violoncelliste ; - Sabine Venturelli et Hadi Qaderi sur l'intégration des immigrants au Québec. | 919 000   |
| 12 février 2012                                      | - François Morency ; - François Bonnardel ; - Jacynthe René ; - Jean-Marie Lapointe ; - Michel Girouard ; - Tetchena Bellange pour son film Les mains noires ; - Éric Fournier et Sakchine Bessette de l'entreprise Moment Factory. | 910 000   |
| 19 février 2012                                      | - Mario Tessier ; - Georges-Hébert Germain ; - Isabelle Boulay ; - Evelyne de la Chenelière et Philippe Falardeau ; - Guy Delisle ; - Jonathan Duhamel ; - Xavier Prévost et Blandine Prévost au sujet de la vie avec la maladie d'Alzheimer. | 1 022 000 |
| 26 février 2012                                      | - Ariane Moffatt ; - Emmanuel Bilodeau et Paul Piché ; - Adonis Stevenson ; - Paule Baillargeon ; - Mathieu Bock-Côté ; - Gabriel Nadeau-Dubois et Arielle Grenier débattent dans le cadre du Printemps érable ; - Andrée Deissenberg, directrice du cabaret Crazy Horse.                                                                                             | N/D       |
| 4 mars 2012                                          | - Justin Trudeau et Sophie Grégoire ; - Alexandre Despatie ; - Claude Legault et Valérie Blais ; - Marguerite Blais ; - Jian Ghomeshi ; - Ali Amar, acteur du film Roméo Onze ; - Jean Wilkins, médecin spécialiste des troubles alimentaires. | 1 034 000 |
| 18 mars 2012                                         | - Rafaële Germain ; - Jacques Vergès ; - Martin Matte ; - Line Beauchamp ; - Herby Moreau ; - Joey Saputo ; - Michel Surprenant, père de la victime Julie Surprenant. | 892 000   |
| 25 mars 2012                                         | - Pierre Nadeau ; - Dominic Champagne ; - Rima Elkouri ; - Raymond Bachand ; - Stéphanie Bédard ; - Sébastien Toutant ; - Normand Lester. | 936 000   |
| 1 avril 2012                                         | - Arturo Brachetti ; - Richard Martineau ; - Lisa Leblanc ; - Christian Lépine ; - Tasha Kheiriddin ; - François Gagnon et Martin Leclerc ; - Adam Blanshay, producteur sur Broadway. | 1 258 000 |
| 8 avril 2012                                         | - Normand Brathwaite et Isabelle Massé ; - Jacques Martin ; - Thomas Mulcair ; - Jean Ziegler ; - Marie-Hélène Poitras ; - Alain Dumas ; - Rachel Blais, mannequin. | 1 191 000 |
| 15 avril 2012                                        | - Janine Sutto, René Richard Cyr, Daniel Bélanger et Guylaine Tremblay ; - Éric Salvail ; - James Moore ; - Stéphane Laporte ; - Christian Tortora ; - Paul Arcand et Claudia di Iorio pour le documentaire Dérapages. | 1 487 000 |
| 22 avril 2012                                        | - Janette Bertrand ; - Alain Gravel et Fabrice de Pierrebourg ; - Jean Garon ; - Danièle Henkel ; - Christian Bégin ; - Marc Parent. | 896 000   |
| 29 avril 2012                                        | - Patrice L'Écuyer, Denis Bouchard et Gino Chouinard ; - Lucian Bute ; - Xavier Dolan ; - Louis-Gilles Francoeur et Raymond Saint-Pierre ; - Marie-Ève Janvier et Jean-François Breau ; - Daniel Vézina ; - Gabriel Nadeau-Dubois, Martine Desjardins et Léo Bureau-Blouin.                                                                                           | 1 487 000 |
| 6 mai 2012                                           | - Marc Bergevin ; - Charles Lafortune ; - Luc Dionne et Stéphane Rousseau ; - Louise Latraverse ; - Marie-Pier Boudreau-Gagnon, Audrey Lacroix, Sergio Pessoa et Charles Francis ; - Rémy Couture, artiste d'horreur accusé au criminel ; - Jean Poirier, Magali Picard et Marc Maltais au sujet de divers conflits de travail.                                       | 1 417 000 |
| 20 mai 2012                                          | Les meilleurs moments de la saison 2011-2012. | 689 000   |

### Saison 9 (2012-2013)
| Date              | Invités | Audience  |
| ----------------- | --- | --------- |
| 23 septembre 2012 | - Françoise David ; - Marc Labrèche et Anne Dorval ; - Mathieu Darche, Maxime Talbot et Bruno Gervais ; - Vickie Gendreau ; - Sami Aoun et Rachida Azdouz au sujet du Printemps arabe ; - Michel Dumont, Solange Tremblay, Marc-André Grondin et Marilyn Castonguay pour le film L'Affaire Dumont.                                                                    | 1 238 000 |
| 30 septembre 2012 | - Éric Gagné et Martin Leclerc ; - Nicolas Marceau ; - Dominique Michel ; - Sylvain Cossette et Andrée Watters ; - Jean-Martin Aussant et Danielle St-Amand ; - Adam Cohen. | 1 277 000 |
| 7 octobre 2012    | - César Millan ; - Isabelle Richer et Yves Boisvert ; - Guillaume Wagner ; - Raymond Bachand ; - Frédéric Beigbeder ; - Martha Wainwright. | 1 180 000 |
| 14 octobre 2012   | - Micheline Lanctôt, Guylaine Tremblay, Mariloup Wolfe et Eve Landry ; - Mahée Paiement ; - Monique Jérôme-Forget ; - Paul Daraîche, Dani Daraîche, Julie Daraîche et Katia Daraîche de la Famille Daraîche ; - Aldo Bensadoun fondateur et dirigeant de l'entreprise Aldo ; - Cécile Tremblay et Pascale Tremblay au sujet de la propagation de la bactérie E. coli. | 1 517 000 |
| 21 octobre 2012   | - Jean Cournoyer ; - Michel Barrette ; - Normand Laprise ; - Fanny Britt ; - Charles Dubreuil, Simon Proulx, Alexandre Parr et Pierre-Luc Boisvert du groupe Les Trois Accords ; - Lino Zambito au sujet de la Commission Charbonneau. | 1 533 000 |
| 4 novembre 2012   | - Renée Martel, Vincent Vallières et Béatrice Martin alias Cœur de pirate ; - Léo-Paul Lauzon ; - Jean-Michel Anctil ; - Sylvain Gaudreault ; - Emily Haines et Jimmy Shaw du groupe Metric ; - Martin Dumont, témoin à la Commission Charbonneau. | 1 137 000 |
| 11 novembre 2012  | - Céline Dion ; - Denis Coderre ; - Patrick Huard ; - Guillaume Lavoie et Élisabeth Vallet ; - Gérard Bouchard. | 1 557 000 |
| 18 novembre 2012  | - Pierre Bouvier, Jeff Stinco, Chuck Comeau, Sébastien Lefebvre et David Desrosiers du groupe Simple Plan ; - Luc Picard, Marie-Chantal Perron et Fred Pellerin ; - Justin Trudeau ; - Douglas Kennedy ; - Angèle Dubeau ; - Grégoire Delacourt. | 1 264 000 |
| 25 novembre 2012  | - André Sauvé ; - Sébastien Ricard (Batlam), Biz et Chafiik du groupe Loco Locass ; - Karine Vanasse ; - Marie-Claire Blais ; - Michael Applebaum ; - Georges St-Pierre. | 1 234 000 |
| 2 décembre 2012   | - Pauline Marois ; - Sébastien Dubé et Vincent Léonard du groupe Les Denis Drolet ; - Guylaine Maroist ; - Karim Ouellet ; - Stéphanie Harvey ; - Étienne Boulay, Arnaud Gascon-Nadon et Mathieu Bouvette, joueurs de football à différents niveaux. | 1 202 000 |
| 9 décembre 2012   | Les meilleurs moments des 10 premiers épisodes de la saison. | 888 000   |
| 27 décembre 2012  | Céline Dion (rediffusion de l'entrevue du 11 novembre 2012). | 684 000   |
| 27 janvier 2013   | - Louis Morissette ; - Anik Jean ; - Yan England ; - Lothaire Bluteau ; - Romeo Saganash et Michèle Audette ; - Joël Dicker. | 981 000   |
| 3 février 2013    | - Michel Therrien ; - Lise Dion ; - Priyanka Chopra ; - Martine Ouellet ; - Mado Lamotte ; - Martin Léon. | 1 008 000 |
| 10 février 2013   | - Dany Laferrière ; - Patrick Lagacé, Jean-Philippe Wauthier et Benoît Dutrizac ; - Denise Bombardier ; - Moussa Touré ; - Jean-Marc Généreux ; - Ralph Leroy, designer. | 934 000   |
| 17 février 2013   | - Jon Bon Jovi ; - Louise Richer, François Morency, Adib Alkhalidey ; - Michel Marc Bouchard ; - Émilie Bibeau ; - Alain Crevier ; - Patrick Kègle et Roxanne Bouchard pour leur livre En terrain miné. | 1 070 000 |
| 24 février 2013   | - Patricia Paquin, Mitsou et Chantal Lacroix ; - José Gaudet ; - Pierre Lapointe ; - Beryl Wajsman et Colin Standish au sujet de la Charte de la langue française ; - Suzanne Coupal au sujet de la Commission Charbonneau. | 944 000   |
| 3 mars 2013       | - Maripier Morin et Brandon Prust ; - Pierre Duchesne ; - Marie-Lise Pilote ; - Lise Ravary ; - Hans Marotte au sujet de la réforme de l'assurance-emploi ; - Marie-Ève Bédard et Sylvain Castonguay, journaliste et caméraman respectivement. | 915 000   |
| 10 mars 2013      | - Podz, Kim Nguyen, Xavier Dolan et Rafaël Ouellet ; - Laurent Paquin ; - Karl Zéro ; - Agnès Maltais ; - Gregory Charles ; - Denis Gagné et Johane Despins pour l'émission L'Épicerie. | 1 075 000 |
| 24 mars 2013      | - Lucian Bute et Jean Pascal ; - Claude Legault ; - Philippe Couillard ; - Philippe Bond ; - Nick Cave ; - Raymond Boulanger, coupable de trafic de cocaïne. | 1 038 000 |
| 31 mars 2013      | - Guylaine Tremblay, Réal Bossé et Mario Tessier ; - Christiane Charette ; - Kim Thúy ; - Jean-François Lisée ; - Caroline Dhavernas ; - Rad Hourani, designer. | 1 245 000 |
| 7 avril 2013      | - Jean-François Lépine ; - Sylvie Moreau ; - François Bellefeuille ; - Alexandre Taillefer ; - Patrice Bernier et Marco Di Vaio ; - Véronique Rivest, sommelière. | 983 000   |
| 14 avril 2013     | - Marie-Josée Taillefer et René Simard ; - Martine Desjardins ; - Laura Carmichael ; - Claude Dubois ; - Diane Chênevert, mère d'un enfant atteint de lésion cérébrale ; - Deni Y. Béchard, auteur. | 1 034 000 |
| 21 avril 2013     | - Bernard Pivot ; - Paul Anka ; - Gilles Duceppe et Rita Dionne-Marsolais ; - Maude Guérin, France Castel, Éveline Gélinas, Normand D'Amour et Benoît McGinnis ; - Éric Hoziel, Janine Krieber et Marie-Josée Gariépy au sujet des Attentats de Boston ; - Jean-François Bouchard et Benoît Berthiaume, fondateurs de C2 Montréal.                                    | 1 205 000 |
| 28 avril 2013     | - Antoine Bertrand ; - Marie-France Bazzo ; - Matthew Bellamy et Dominic Howard du groupe Muse ; - Joé Juneau ; - Shirley Théroux, Patrick Zabé et Michèle Richard ; - Michel Juneau-Katsuya, ancien agent du SCRS. | 881 000   |
| 5 mai 2013        | - Mario Jean, Jean-François Mercier et Daniel Savoie ; - Alain Gravel et Marie-Maude Denis ; - Paul Doucet et Éric Salvail ; - Lucien Francoeur ; - Chloé Robichaud, Sébastien Pilote et Sophie Desmarais ; - Luc Vigneault, conférencier. | 852 000   |
| 18 mai 2013       | Les meilleurs moments de la saison 2012-2013. | 702 000   |

### Saison 10 (2013-2014)
| Date              | Invités | Audience  |
| ----------------- | --- | --------- |
| 22 septembre 2013 | - Bernard Drainville et Gérard Bouchard ; - Véronique Cloutier ; - Daniel Brière ; - Pierre Brassard ; - Louise Archambault et Gabrielle Marion-Rivard ; - Colette Roy-Laroche, maire de Lac-Mégantic. | 1 358 000 |
| 29 septembre 2013 | - Michel Rivard ; - Reem Kherici et Stéphane Rousseau ; - Nazanin Afshin-Jam ; - Giovanni Apollo ; - Corey Hart ; - Djemila Benhabib et Dalila Awada au sujet du port du voile. | 1 370 000 |
| 6 octobre 2013    | - Rachid Badouri ; - Gabriel Nadeau-Dubois ; - Louis Champagne, Gabriel Sabourin et Robin Aubert ; - Claire Lamarche ; - Jean-François Lisée ; - Julie-Anne Beaulac, Stéphanie Sun Art, Xenia Chernyshova et Morgane Mary-Pouliot du groupe Femen. | 1 318 000 |
| 13 octobre 2013   | - Martin Petit ; - Isabelle Richer et André Cédilot ; - Marie Laberge ; - Mathieu Roy et Marcel Sabourin ; - François Chartier ; - Bernard Landry et André Pratte. | 1 244 000 |
| 20 octobre 2013   | - Marc Dupré ; - Janette Bertrand ; - Réjean Hébert ; - Lou Doillon ; - Marcel Côté, Denis Coderre, Mélanie Joly et Richard Bergeron ; - Robert Lepage et Pedro Pires pour le film Triptyque. | 1 402 000 |
| 3 novembre 2013   | - Patrice L'Écuyer, Marina Orsini et Normand Brathwaite ; - Éric Salvail ; - Véronique Hivon et Raymond Gravel ; - Boucar Diouf ; - Robert Lalonde ; - Marilou et Alexandre Champagne pour le projet Trois fois par jour. | 1 176 000 |
| 10 novembre 2013  | - Louis-José Houde ; - Nathalie Petrowski ; - Gabriel Arcand ; - Chantal Hébert ; - Pascale Wilhelmy ; - Marc Laurendeau. | 1 408 000 |
| 17 novembre 2013  | - Louis Morissette ; - Petula Clark ; - Marc Delafontaine, Simon Boulerice, Maryse Dubuc et Alain Farah ; - Eugénie Bouchard ; - Isabelle Gaston, ex-conjointe de Guy Turcotte ; - Leonora Laput et François Audet au sujet du Typhon Haiyan. | 1 407 000 |
| 24 novembre 2013  | - Mylène Paquette ; - Marie-Mai ; - Elizabeth Gilbert ; - Sophie Nélisse ; - Éric Lapointe ; - Ken Pereira au sujet de la Commission Charbonneau. | 1 491 000 |
| 1 décembre 2013   | - France Beaudoin et Dany Dubé ; - Réjean Thomas ; - Luc Langevin ; - Émile Proulx-Cloutier ; - Simon Jodoin, Mathieu St-Onge et Gab Roy pour le site Trouble Voir ; - Marie-Paule McInnis, Martine Bélanger et Marie-Hélène Guimond pour le documentaire Les survivantes.                                                                                | 1 821 000 |
| 8 décembre 2013   | - Laurent Paquin, André Sauvé et Jean-Michel Anctil ; - Anne Casabonne et Catherine-Anne Toupin ; - Gilles Julien ; - Jean-Marc Vallée ; - Daniel Clarke Bouchard. - Éric Godin, illustrateur ; - Sylvie Therrien au sujet de ses révélations sur l'existence de quotas de fraudes à débusquer à l'assurance-emploi.                                      | 1 716 000 |
| 15 décembre 2013  | Les meilleurs moments des 11 premiers épisodes de la saison. | 1 097 000 |
| 26 janvier 2014   | - Martin Matte ; - Jean Pascal ; - Claude Robinson ; - Fatima Houda-Pepin ; - Denis Coderre ; - Luca Patuelli alias Lazylegz, breakdancer atteint d'arthrogrypose. | 1 521 000 |
| 2 février 2014    | - François Morency ; - James Blunt ; - Alain Gravel et Brian Myles ; - Véronic DiCaire ; - Jean-Paul Daoust ; - Serge Lareault et Gabriel Bissonnette, deux employés du magazine L'Itinéraire. | 1 017 000 |
| 9 février 2014    | - Mélanie Maynard ; - Gérald Fillion ; - Béa Johnson ; - Chris Alexander ; - Vincent Guzzo, propriétaire des cinémas Guzzo ; - Pierre Magloire au sujet de la mort de son frère Alain Magloire. | 1 131 000 |
| 16 février 2014   | - Sugar Sammy et Simon-Olivier Fecteau ; - Katherine Levac, Léane Labrèche-Dor et Virginie Fortin ; - Gilles Duceppe ; - Yakov Rabkin et Rachad Antonius au sujet du conflit israélo-palestinien ; - Gilles Chamberland au sujet du triple meurtre du 11 février à Trois-Rivières ; - Valérie Fraser pour son livre Le jour où j'ai arrêté d'être grosse. | 1 100 000 |
| 23 février 2014   | - Alexandre Bilodeau ; - Dan Bigras ; - Justin Trudeau ; - Georges St-Pierre ; - Angès Gruda et Dominique Arel au sujet de la crise ukrainienne ; - Robert Hilary King pour son autobiographie From the Bottom of the Heap. | 1 182 000 |
| 2 mars 2014       | - Caroline Ouellette et Marie-Philip Poulin ; - Patrick Chan, Dominique Maltais, Kim Lamarre et Charle Cournoyer ; - Marie-Soleil Michon ; - Patrice Robitaille ; - Kevin O'Leary ; - Denis Gallant, inspecteur général de la ville de Montréal. | 1 012 000 |
| 9 mars 2014       | - Denis Villeneuve ; - Françoise David ; - Magalie Lépine-Blondeau ; - Alain Deneault ; - Bertrand Tavernier ; - Devon Portielje, Dylan Phillips, Conner Molander et Isaac Symonds du groupe Half Moon Run. | 1 079 000 |
| 16 mars 2014      | - Mariloup Wolfe ; - Franck Dubosc ; - François Legault ; - Guillaume Gallienne ; - Steven Guilbeault et François Tanguay au sujet du livre Le prochain virage ; - Alain Saulnier et Gérald Larose au sujet de l'arrivée de Pierre Karl Péladeau en politique.                                                                                            | 1 212 000 |
| 30 mars 2014      | - Luc de Larochellière et Andrea Lindsay ; - Jean-Luc Mongrain ; - Philippe Couillard ; - Pauline Marois ; - Xavier Dolan ; - Marie-Sol St-Onge et Alin Robert au sujet de la bactérie mangeuse de chair. | 1 286 000 |
| 6 avril 2014      | - Chloé Dufour-Lapointe, Justine Dufour-Lapointe, Maxime Dufour-Lapointe et Mikaël Kingsbury ; - Charlotte Le Bon ; - André Robitaille et Édith Cochrane ; - Michel Phaneuf ; - Robert Morin ; - Chantal Hébert et Sébastien Bovet. | 1 128 000 |
| 13 avril 2014     | - Dany Laferrière ; - Pénélope McQuade ; - Gilles Vigneault ; - Roméo Dallaire ; - Anaïs Favron ; - Mathieu Bock-Côté et Alec Castonguay. | 1 158 000 |
| 20 avril 2014     | - Mario Tessier et José Gaudet du groupe Les Grandes Gueules ; - Richard Martineau et Benoît Dutrizac ; - Cora Tsouflidou ; - Thomas Mulcair ; - Cédric Klapisch ; - Richard Dupuis au sujet de l'actualité policière. | 1 018 000 |
| 27 avril 2014     | - Ginette Reno ; - Joël Legendre ; - Jean-François Mercier ; - Brigitte Haentjens et Anne-Marie Cadieux ; - Dany Dubé et Martin McGuire ; - Noémi Mercier et Stéphanie Raymond au sujet des Forces armées canadiennes ; | 1 186 000 |
| 4 mai 2014        | - Marc Labrèche ; - Dominic Arpin ; - Charles Tisseyre, Emmanuelle Latraverse, Marie-José Turcotte, Michel C. Auger, - Pierre Craig, Alain Gravel, Céline Galipeau, Anne-Marie Dussault et Patrice Roy ; - Denys Arcand ; - Lise Thériault ; - Mathieu Kassovitz.                                                                                         | 1 555 000 |
| 18 mai 2014       | Les meilleurs moments des 10 premières années de l'émission. | 1 139 000 |

### Saison 11 (2014-2015)
| Date              | Invités | Audience  |
| ----------------- | --- | --------- |
| 21 septembre 2014 | - Stéphane Quintal ; - Martin Matte, Julie Le Breton, François Létourneau et Jean-François Rivard ; - Jean Lapierre et Chantal Hébert ; - Patrick Senécal ; - Sami Aoun et Charles-Philippe David ; - Mai Duong au sujet des recherches sur les cellules souches.                                                                                         | 1 357 000 |
| 28 septembre 2014 | - Taylor Swift ; - Suzanne Clément, Anne Dorval et Antoine Olivier Pilon ; - Boucar Diouf et Pierre Béland ; - Mario Pelchat ; - Jeff Stinco et Alexandre Da Costa ; - Gaétan Barrette. | 1 254 000 |
| 5 octobre 2014    | - François Pérusse ; - P.K. Subban ; - Caroline Néron ; - Pierre Arcand ; - Dave Bélisle, Julien Corriveau, Jean-François Chagnon, Dominic Montplaisir, Jean-François Provencal, Anne-Élisabeth Bossé et Sonia Cordeau du groupe d'humour Les Appendices ; - Michèle Ouimet pour son roman La promesse.                                                   | 1 332 000 |
| 12 octobre 2014   | - Michel Louvain ; - Joanne Liu ; - Laurent Duvernay-Tardif ; - Claude Legault et Laurier Lamontagne au sujet de la sécurité au travail ; - Samantha Nutt pour son livre Guerriers de l'impossible ; - Félix B. Desfossés, Paul Sarrasin et Michel « Away » Langevin au sujet de la scène de musique métal au Québec.                                     | 1 198 000 |
| 19 octobre 2014   | - Jean-François Lépine ; - Cathy Gauthier ; - Marie-Claude Lortie ; - Justin Trudeau ; - Bobby Bazini ; - Jean Airoldi. | 1 451 000 |
| 2 novembre 2014   | - Jean-François Lisée ; - Mike Ward ; - Macha Grenon, Macha Limonchik et Monia Chokri ; - Janine Krieber, Emmanuelle Latraverse et Gilles Chamberland au sujet des attentats d'Ottawa et de St-Jean-sur-Richelieu ; - Alain Saulnier, ancien directeur général de l'information de Radio-Canada ; - Camille Leblanc-Bazinet, athlète de CrossFit.         | 1 230 000 |
| 9 novembre 2014   | - Michel Côté et Rémi-Pierre Paquin ; - Lisa LeBlanc ; - Alex Nevsky ; - Réal Béland ; - Sue Montgomery au sujet du mot-clic #AgressionNonDénoncée ; - Frédérick Lavoie et Charles-Antoine Crête pour la série documentaire À table avec l'ennemi. | 1 405 000 |
| 16 novembre 2014  | - Véronique Cloutier et Louis Morissette ; - Fred Pellerin ; - Éric Salvail ; - Normand Baillargeon ; - Tanya St-Arnauld, victime de Nikolas Stefanatos ; - Louis Senécal au sujet de l'état des CPE du Québec. | 1 611 000 |
| 23 novembre 2014  | - Dominic Sillon et Martin Cloutier du groupe Dominic et Martin ; - Gabriel Nadeau-Dubois ; - Roch Voisine ; - Katherine Pancol ; - Emmanuel Carrère ; - Émilie Dubreuil, Marc-André Cloutier et Yohan Lowen au sujet de l'éducation en dehors du cadre de l'état au Québec.                                                                              | 1 234 000 |
| 30 novembre 2014  | - Denis Coderre ; - Martin Petit ; - Sylvie Moreau et sa sœur jumelle Nathalie Moreau ; - Antoine Bertrand et Robin Aubert ; - Russel Martin ; - Frédéric Arnould et Pierre Emmanuel au sujet des manifestations de Ferguson. | 1 551 000 |
| 7 décembre 2014   | - Bruno Landry, Yves P. Pelletier et André Ducharme du groupe Rock et Belles Oreilles ; - Valérie Blais ; - Léa Clermont-Dion et Mitsou ; - Serge Savard ; - Nathalie Provost et Michèle Thibodeau-DeGuire au sujet de la tuerie de l'École polytechnique de Montréal ; - David McCallum, Marc Lamy et Ray Klonsky au sujet du documentaire David and Me. | 1 449 000 |
| 14 décembre 2014  | Les meilleurs moments des 11 premiers épisodes de la saison. | 879 000   |
| 21 décembre 2014  | P.K. Subban (rediffusion de l'entrevue du 5 octobre 2014). | 456 000   |
| 25 janvier 2015   | - Claude Meunier et Rémy Girard ; - Elizabeth Plank ; - Bernard Drainville ; - Sophie Deraspe et Sandra Bagaria pour le film Le profil Amina ; - Ensaf Haidar et Mireille Elchacar au sujet de Raif Badawi ; - Hugo Joncas au sujet de la montée de l'intégrisme au Québec.                                                                               | 1 020 000 |
| 1 février 2015    | - Zineb El Rhazoui ; - Jean Leloup ; - Sophie Calle ; - Chantal Fontaine ; - Sylvain Larocque ; - Ted Bolgar, Paul Herczeg et Thomas Strasser, trois immigrants installés à Montréal. | 782 000   |
| 8 février 2015    | - Diana Krall ; - Xavier Dolan ; - Pénélope McQuade et Jean-Luc Mongrain ; - P-A Méthot ; - Martine Ouellet ; - Dany Michaud, directeur général de Moisson Montréal. | 917 000   |
| 15 février 2015   | - Jean-Philippe Wauthier, Fred Savard, Jean-Sébastien Girard et Olivier Niquet ; - Maxim Martin ; - Marie-Pierre Arthur ; - Jean-François Caron ; - Patricio Henriquez ; - Sophie Brochu, Isabelle Hudon, Isabelle Marcoux et Kim Thomassin au sujet de l'entrepreneuriat chez les femmes.                                                                | 989 000   |
| 22 février 2015   | - Chrystine Brouillet ; - Benoît Brière et René Richard Cyr ; - Roy Dupuis ; - Frédéric Lenoir ; - Yves Sirois au sujet du Boson de Higgs ; - Josée Scalabrini, présidente de la Fédération des syndicats de l'enseignement. | 924 000   |
| 1 mars 2015       | - Serge Denoncourt et Patrice Robitaille ; - Stéphane Bellavance ; - Jacques-Joseph Villeneuve ; - Diane Ducret ; - Michel Barrette et France Castel ; - Madeleine Giauque, directrice du Bureau des enquêtes indépendantes. | 1 073 000 |
| 8 mars 2015       | - Ariane Moffatt ; - Ricardo Trogi et Sandrine Bisson ; - Naomi Klein ; - Dominic Paquet ; - Alex Foster ; - Alexandre Cloutier. | 911 000   |
| 22 mars 2015      | - Marina Orsini ; - Patrick Bruel ; - Gaétan Barrette ; - Martin Cauchon ; - Lise Dion ; - Céline Bonnier, Anne-Marie Dussault, Sarah-Jeanne Labrosse et Jean-François Baril. | 1 290 000 |
| 29 mars 2015      | - François Bellefeuille, Louis-José Houde, Laurent Paquin, Martin Petit, Mike Ward et Charles Deschamps ; - René Simard ; - Mitch Garber ; - Thomas Mulcair ; - Geneviève Pettersen ; - Emmanuelle Walter et Laurie Odjick au sujet des disparitions de femmes autochtones au Canada.                                                                     | 1 132 000 |
| 5 avril 2015      | - Louis-Jean Cormier ; - Messmer ; - Jennifer Abel, Meaghan Benfeito, Roseline Filion et Pamela Ware ; - Rodger Brulotte ; - Alex Caine, délateur pour la GRC et le FBI ; - Josée Mensales, Sandrine Ricci et Diane Veillette pour le livre Pour l'amour de mon Pimp.                                                                                     | 865 000   |
| 12 avril 2015     | - Claude Poirier ; - Stéphane Rousseau ; - India Desjardins et Marianne Verville ; - Nicolas Hénin ; - Martin Coiteux ; - Léonard Lalumière, premier danseur du Club 281. | 1 296 000 |
| 19 avril 2015     | - Pauline Marois ; - Denis Villeneuve ; - Sugar Sammy ; - Karine Vanasse ; - Patrick Masbourian ; - Johanne Fontaine pour le documentaire Accro à la vie. | 1 064 000 |
| 26 avril 2015     | - Alain Gravel ; - Sylvie Léonard ; - Jean-Pierre Ferland ; - José Gaudet, Mario Tessier et Richard Turcotte pour l'émission Les Grandes Gueules ; - Philippe Paul pour le livre Coupable d'être policier ; - Christianne Boudreau, mère d'un jeune homme convertit par un groupe djihadiste.                                                             | 800 000   |
| 3 mai 2015        | - Yvon Deschamps ; - Patrick Huard ; - David Thibault ; - David Altmejd ; - Josée Blanchette, François Bugingo, Chantal Hébert et Patrick Lagacé ; - Fred Dubé, Virginie Fortin, Katherine Levac, Pierre-Bruno Rivard et Phil Roy. | 1 195 000 |
| 17 mai 2015       | Les meilleurs moments de la saison 2014-2015. | 591 000   |

### Saison 12 (2015-2016)
| Date                                                                       | Invités | Audience  |
| -------------------------------------------------------------------------- | --- | --------- |
| 27 septembre 2015                                                          | - Antoine Bertrand et Catherine-Anne Toupin ; - Philippe Falardeau et Patrick Huard ; - Lu Chan Khuong ; - Anna Todd ; - Fabrice de Pierrebourg et Vincent Larouche pour le livre Djihad.ca ; - Stéfanie Trudeau alias Matricule 728. | 1 283 000 |
| 4 octobre 2015                                                             | - Monica Bellucci ; - Thomas Mulcair ; - Philippe Laprise ; - Ingrid Falaise ; - Daniel Leblanc ; - Normand Baillargeon, Nathalie Lecours et Mathieu Auclair au sujet du métier d'enseignant. | 1 211 000 |
| 11 octobre 2015                                                            | - Isabelle Richer ; - Justin Trudeau ; - Béatrice Martin alias Cœur de pirate ; - Gilles Duceppe ; - Jean-Philippe Wauthier et Serge Denoncourt ; - Ken Pereira pour son livre Bras de fer. | 1 206 000 |
| 18 octobre 2015                                                            | - Garou, Corneille et Roch Voisine ; - Louis-José Houde ; - Ginette Reno ; - Chantal Hébert, Tasha Kheiriddin et Josée Legault ; - Nicolas Duvernois ; - Dennis Edney au sujet de la prison de Guantanamo. | 1 436 000 |
| 25 octobre 2015                                                            | - Denis Lévesque ; - Dominique Michel ; - Ricardo Larrivée ; - Seal ; - Kevin Owens ; - Michèle Audette et Melissa Mollen Dupuis au sujet de la réalité des Autochtones du Québec. | 1 388 000 |
| 1 novembre 2015                                                            | - Chris Hadfield ; - Fabien Cloutier ; - Renée-Claude Brazeau, Anne Casabonne, Brigitte Lafleur et Geneviève Rochette ; - John Parisella ; - Wali ; - Chantal Vallée et Michaël Bensoussan pour la série documentaire De garde 24/7. | 1 123 000 |
| 15 novembre 2015 (émission spéciale sur les attentats de Paris, en direct) | - Jean-François Bélanger ; - Stéphane Dion, Pierre Moreau et Denis Coderre ; - Antoine Bertrand ; - Catherine Feuillet, Hassoun Camara, Véronique Millet et Yan Chantrel ; - Gilbert Rozon et Michel C. Auger ; - Janine Krieber et Sami Aoun ; - Fatima Houda Pépin et Lamine Foura.                                                                                    | 1 267 000 |
| 22 novembre 2015                                                           | - Denis Coderre ; - Véronique Cloutier ; - Dany Laferrière ; - Diane Dufresne ; - Florence K ; - Mélissa Beaudet, Pascal Gagné, Claudie Lavoie et Lou Vaillancourt-Thivierge pour le documentaire Police Académie. | 1 127 000 |
| 29 novembre 2015                                                           | - Jean Leloup ; - Mélanie Joly et John McCallum ; - Grimes ; - Maripier Morin ; - André Cédilot, Brian Myles, Martine Valois au sujet du dépôt du rapport de la Commission Charbonneau ; - Sophie Lambert, Sandrine Duhamel-Gonthier et Stevo Trann pour le documentaire L'amour au temps du numérique.                                                                  | 1 202 000 |
| 6 décembre 2015                                                            | - Marie-Mai ; - Sarah-Jeanne Labrosse, Maxime Le Flaguais et Vincent Leclerc ; - Daniel Pinard ; - Kim Thúy ; - Charles Dubreuil, Simon Proulx, Alexandre Parr et Pierre-Luc Boisvert du groupe Les Trois Accords ; - Feras Hariri, Reem Makkia et Anas Hariri, trois réfugiés arabes.                                                                                   | 1 407 000 |
| 13 décembre 2015                                                           | Les meilleurs moments des 10 premiers épisodes de la saison. | 820 000   |
| 17 janvier 2016                                                            | - Normand Brathwaite ; - Mariloup Wolfe et Mélissa Désormeaux-Poulin ; - Sophie Nélisse et André Turpin ; - Louise Lecavalier, Pierre Marchand et Sylvain Cormier ; - Lise Bourgault et Laurent Kochenburger au sujet des centres de désintoxication ; - Mitch Garber, Claude « Mégo » Lemay et René Simard au sujet du décès de René Angélil.                           | 1 183 000 |
| 24 janvier 2016                                                            | - Stéphane Dion ; - Gregory Charles, Bernard Derome et Marc Hervieux ; - Safia Nolin ; - Étienne Boulay et Marie-Soleil Dion ; - Alexis Comte et Khloé Dubé, deux jeunes transgenre ; - Lili Boisvert, animatrice de l'émission Sexplora. | 1 180 000 |
| 31 janvier 2016                                                            | - Mario Pelchat ; - Chantal Machabée, Mathia Brunet et Jean-Charles Lajoie ; - Anne-France Goldwater ; - Chilly Gonzales ; - Bernard Labadie ; - Marie-Ève Janvier, Maxime Roux, Krystel Lampron et Jean-Baptiste Rondeau pour l'émission L'amour est dans le pré. | 1 016 000 |
| 7 février 2016                                                             | - Martin Matte ; - Lise Payette ; - Brian Gallant et Denis Coderre ; - Anik Jean ; - Koriass ; - Maria Mourani et Sandra Nolet au sujet du nombre croissant de jeunes filles disparues dans la région de Montréal. | 928 000   |
| 14 février 2016                                                            | - Caroline Dhavernas et Michèle Deslauriers ; - Martin Fontaine ; - Pat Brisson ; - Serge Savard et Yvan Cournoyer ; - Louis Morissette, Gilbert Turp, Carla Beauvais et Webster au sujet de la controverse entourant le « blackface » ; - Benoit Jugand et Jean-Nicolas Guillemette débattent de l'arrivée d'Uber dans l'industrie du taxi au Québec.                   | 1 155 000 |
| 21 février 2016                                                            | - Marc Labrèche, Rafaële Germain et Yves Boisvert ; - Lou Doillon ; - Éric-Emmanuel Schmitt ; - Patsy Gallant, Gilles Girard et Michèle Richard pour le spectacle La tournée des idoles ; - Yves Lever, Louise Rinfret et Marc Béland au sujet des révélations concernant Claude Jutra ; - Pierre-Yves McSween et Isabelle Dostaler au sujet des déboires de Bombardier. | 1 150 000 |
| 28 février 2016                                                            | - Priscilla Presley ; - Marie-Chantal Toupin ; - Marc Cassivi ; - Sarah Marquis ; - Jean-François Mercier, Martin Petit et Fred Savard ; - Jean Poirier et François Legault. | 1 166 000 |
| 6 mars 2016                                                                | - Roger Waters ; - Biz ; - Guy Mongrain ; - Jo RCA, Yes Mccan, Snail Kid, 20some, O.G. Bear et VNCE du groupe Dead Obies ; - John Parisella et Karine Prémont au sujet de l'Élection présidentielle américaine de 2016 ; - Sophie Durocher et Geneviève St-Germain débattent sur le féminisme.                                                                           | 1 103 000 |
| 13 mars 2016                                                               | - Pénélope McQuade et Stéphane Bellavance ; - Janette Bertrand ; - Christiane Taubira ; - Gaétan Barrette et Diane Lamarre ; - René Simard et Rosalie Taillefer-Simard pour le spectacle Nouveau rêve ; - Marie Cayer, Geneviève Dion et Marilyne Picard, trois mères d'enfants lourdement handicapés.                                                                   | 1 251 000 |
| 27 mars 2016                                                               | - Fabrice de Pierrebourg et Salomé Corbo ; - Chantal Petitclerc et André Pratte ; - Guylaine Tremblay ; - Robert Morin et Stéphane Crête ; - Jean-Thomas Jobin ; - Marcia Pilote et Anne-Marie Séguin pour le documentaire La mort m'a dit. | 837 000   |
| 3 avril 2016                                                               | - Paul Arcand et Chantal Hébert ; - Michel Barrette ; - Ina Mihalache alias Solange ; - Mario Tessier ; - Guy Morin et Nathalie Provost débattent sur le contrôle des armes à feu ; - Jimmy Sévigny, obèse morbide qui s'est reprit en main. | 1 202 000 |
| 10 avril 2016                                                              | - François Morency ; - Alain Deneault ; - Nathalie Petrowski ; - Sébastien Bovet et Josée Legault ; - Nicolas Boukhrief ; - Gilbert Rozon et Adam Blanshay au sujet de l'incursion de Juste pour rire sur Broadway. | 974 000   |
| 17 avril 2016                                                              | - Didier Drogba ; - Alexandre Taillefer ; - Ron Fournier ; - Thomas Mulcair ; - Marie-Claude Barrette, Julie Bélanger et Chantal Fontaine ; - Samian et Maïtée Labrecque-Saganash au sujet des Autochtones du Québec. | 1 296 000 |
| 24 avril 2016                                                              | - Pierre Lapointe ; - Joël Denis, Pierre Marcotte et Shirley Théroux ; - Pierre Brassard ; - Daniel Tammet ; - Marc-Boris St-Maurice et Marie-Ève Morin débattent sur la légalisation du cannabis ; - Daniel Renaud pour le livre Cellule 8002 vs mafia. | 1 001 000 |
| 1 mai 2016                                                                 | - Julie Snyder ; - Xavier Dolan ; - Mariana Mazza ; - Dominique Anglade ; - Joanne Liu ; - Pascal Laflamme et Laurie-Ann Laflamme sur le drame qu'ils ont vécu lors du Séisme de 2016 en Équateur. | 1 739 000 |
| 8 mai 2016                                                                 | Les meilleurs moments de la saison 2015-2016. | 771 000   |

### Saison 13 (2016-2017)
| Date              | Invités | Audience  |
| ----------------- | --- | --------- |
| 25 septembre 2016 | - Josée Boudreault et Louis-Philippe Rivard ; - Anne-Élisabeth Bossé, Kim Lévesque-Lizotte et Ricardo Trogi ; - Mitch Garber ; - Jean-Marc Léger ; - Jean-Michel Anctil ; - Aurélie Rivard et Benoît Huot au sujet des Jeux olympiques de Rio. | 1 244 000 |
| 2 octobre 2016    | - Marc-André Grondin ; - Josée Blanchette ; - Louis T ; - Alexandre Cloutier, Jean-François Lisée, Martine Ouellet et Paul St-Pierre Plamondon ; - Stéphane Allix ; - Marc Séguin. | 933 000   |
| 9 octobre 2016    | - Yan England et Antoine Olivier Pilon et Lou-Pascal Tremblay ; - Marilou et Alexandre Champagne ; - Matt Holubowski ; - Marie-Joëlle Parent, journaliste installée aux États-Unis ; - Félix Couture au sujet du traitement du cancer ; - Louis-Philippe Bertrand et Alain Dubois au sujet du jeu pathologique.                                      | 882 000   |
| 16 octobre 2016   | - José Bové ; - Guy Jodoin ; - Ricardo Larrivée ; - Jérémy Gabriel ; - Khadija al-Salami pour le film Moi Nojoom, 10 ans, divorcée ; - Ariane Litalien et Mélanie Lemay, victimes d'agressions sexuelles. | 1 212 000 |
| 23 octobre 2016   | - Mélanie Joly ; - Anne-France Goldwater ; - Guylaine Tanguay ; - Sébastien Diaz et Bianca Gervais ; - Annie Brocoli, Daniel Coutu et Éve Tessier-Bouchard au sujet de l'avenir de la télévision jeunesse ; - Pierre Thibault pour son essai Et si la beauté rendait heureux.                                                                        | 1 100 000 |
| 6 novembre 2016   | - France Castel ; - John Parisella et Élisabeth Vallet ; - Charlotte Cardin ; - Denis Coderre ; - Jean-Philippe Wauthier, Jean-Sébastien Girard, Olivier Niquet, Fred Savard et Fabien Cloutier ; - Patrick Lagacé, Monic Néron, Marie-Maude Denis et Félix Séguin, journalistes espionnés par le SPVM ou la Sûreté du Québec.                       | 1 105 000 |
| 13 novembre 2016  | - Safia Nolin ; - Martha Wainwright ; - Serge Fiori et Louis Valois du groupe Harmonium ; - Pierre-Luc Gagnon ; - Charles-Philippe David et Alexandre Sirois au sujet de Donald Trump ; - Lino Zambito pour sa biographie Le témoin. | 1 005 000 |
| 20 novembre 2016  | - Pierre Bruneau ; - Claude Dubois ; - Maude Guérin, Alexandre Goyette et Serge Boucher ; - Guy Delisle ; - Martin Perizzolo ; - Édith Jorisch pour le documentaire L'héritier. | 1 090 000 |
| 27 novembre 2016  | - Hélène Bourgeois Leclerc, Rémy Girard et François Avard ; - Laurent Paquin ; - Jean-François Lisée et Manon Massé ; - Jean-Pierre Ferland ; - Olivier Bernard alias Le Pharmachien ; - François Paradis, Régine Laurent et Jean Bottari au sujet de l'état des CHSLD au Québec.                                                                    | 1 047 000 |
| 4 décembre 2016   | - Pierre Brassard, Véronique Claveau, Anne Dorval, Marc Labrèche, Patrice L'Écuyer et Simon-Olivier Fecteau ; - Louis-José Houde ; - Serge Denoncourt ; - Marc Demers et Brian Myles ; - Anaïs Barbeau-Lavalette ; - Pascale Turbide, Mélanie Poirier, Benoit Poirier et Marilou Lagacé au sujet des Témoins de Jéhovah.                             | 1 370 000 |
| 18 décembre 2016  | Serge Fiori et Louis Valois du groupe Harmonium (rediffusion de l'entrevue du 13 novembre 2016). | 505 000   |
| 8 janvier 2017    | Les meilleurs moments des 10 premiers épisodes de la saison. | 719 000   |
| 15 janvier 2017   | - Magalie Lépine-Blondeau, Vincent-Guillaume Otis et Luc Dionne ; - Bernard « Rambo » Gauthier ; - Marina Orsini et Patrick Lagacé ; - Pierre-Yves McSween ; - Patrick Timsit ; - Marie-Ève Bédard au sujet de la guerre en Syrie. | 1 330 000 |
| 22 janvier 2017   | - Wyclef Jean ; - Pierre Moreau ; - Lise Dion ; - Pierre-Yves Lord ; - Daniel Pauly ; - Claude Perron, Rolande Fabien et Édith Arsenault pour la série documentaire Sexe shop. | 1 159 000 |
| 29 janvier 2017   | - Caroline Néron et Éric Lapointe ; - Alexandre Taillefer ; - Karine Vanasse ; - Florence Longpré ; - Yoshua Bengio ; - Gabrielle Boulianne-Tremblay, actrice transgenre. | 1 368 000 |
| 5 février 2017    | - Philippe Couillard ; - Paul Piché ; - India Desjardins ; - Mohamed Labidi, Mohamed El Hafid au sujet de l'Attentat de la grande mosquée de Québec ; - Webster, Herman Deparice Okomba et Joël Lightbound également au sujet de l'Attentat de la grande mosquée de Québec ; - Patrick Charlebois, marathonien.                                      | 852 000   |
| 12 février 2017   | - Georges St-Pierre et Steve Bégin ; - Eric Lindros ; - Martine Ouellet ; - François Papineau ; - Alexandra Diaz et Geneviève O'Gleman pour l'émission Cuisine futée, parents pressés ; - Rachida Azdouz, Nadia El-Mabrouk et Dalila Awada au sujet de la société québécoise.                                                                        | 890 000   |
| 19 février 2017   | - Véronique Cloutier ; - André Sauvé ; - Jean-Charles Lajoie, Enrico Ciccone et Dany Dubé ; - Erik Guay ; - René Richard Cyr et Benoît McGinnis ; - Hélène David. | 1 122 000 |
| 26 février 2017   | - Gino Chouinard ; - Sonia LeBel ; - Sophie Cadieux et Sylvie Léonard ; - Robert Lamontagne et Marie-Ève Naud au sujet de la découverte du système planétaire TRAPPIST-1 ; - David McMillan, Marie-Claude Lortie et Lesley Chersterman au sujet de la gestion du Casino de Montréal ; - Daniel Renaud et Philippe Paul au sujet de la crise du SPVM. | 940 000   |
| 5 mars 2017       | - Laurent Duvernay-Tardif ; - Adib Alkhalidey ; - Lisa LeBlanc ; - Sylvain Bellemare ; - Sylvain Martel ; - Yvon Cournoyer, Chloé Sainte-Marie et Jean-Robert Bisaillon au sujet de l'aide médicale à mourir. | 979 000   |
| 12 mars 2017      | - Julien Clerc ; - Julie Le Breton ; - Gabriel Nadeau-Dubois ; - Yannick Nézet-Séguin ; - Thierry Wasser ; - Caroline Ouellette, Ann-Sophie Bettez et Lisa-Marie Breton-Lebreux d'Équipe Canada. | 949 000   |
| 19 mars 2017      | - Keith Urban ; - François Morency ; - Michel Côté, Marcel Gauthier et Marc Messier ; - Marianne St-Gelais ; - Pascal Bérubé, Marc Brière, Christian Legault et Caroline Duval au sujet de la tempête de neige de mars 2017 ; - Marie-Josée Lamothe au sujet du développement de Google au Québec.                                                   | 948 000   |
| 26 mars 2017      | - Éric Duhaime ; - Élise Béliveau et Pierre-Yves Cardinal ; - François Gingras, Isabelle Richer et André Cédilot ; - Pénélope McQuade ; - Marc Beaupré ; - Annie Trudel au sujet de la situation au Ministère des transports du Québec. | 1 200 000 |
| 2 avril 2017      | - Mireille Deyglun, Jean-François Lépine, Janette Bertrand et Louise Latraverse ; - Antoine Bertrand ; - Katherine Levac ; - Moncef Marzouki ; - Christiane Germain pour l'émission Dans l'œil du dragon ; - Mathieu Hébert, Maryse Cloutier-Gélinas et Maxime Fiset pour le documentaire Et si l'Apocalypse...                                      | 1 112 000 |
| 9 avril 2017      | - Denise Filiatrault, Sophie Lorain et Gabriel Sabourin ; - Ariane Moffatt ; - Anthony Kavanagh ; - Dominique Anglade et Pierre-Yves McSween ; - François Audet et Sami Aoun ; - Kim Thúy, Brigitte Harrisson et Lise St-Charles au sujet de l'autisme.                                                                                              | 1 086 000 |
| 16 avril 2017     | - France Beaudoin, Martin Petit et Gildor Roy ; - Virginie Fortin et Evelyne Brochu ; - Damien Robitaille ; - Stanley Vollant ; - Arnaud Bédat ; - Claudia P. Prémont, Sylvie Langlais et Charles Côté au sujet de l'Arrêt Jordan. | 995 000   |
| 23 avril 2017     | - Gilles Vigneault ; - Christine Beaulieu ; - Hugo Girard ; - Sébastien Proulx ; - Philippe de Gaspé Beaubien et Yves Jasmin ; - Marie-Jeanne Rivard pour l'émission Flip de fille. | 906 000   |
| 30 avril 2017     | - Nadia Comaneci ; - Louis Morissette ; - Patrick Huard et Colm Feore ; - Yves P. Pelletier ; - Jouhaïnna Lebel et Paul-André Brissette au sujet de la recherche pour retrouver leurs parents biologiques ; - Rachel Lapierre, une gagnante à la lotterie qui vient en aide aux démunis.                                                             | 1 096 000 |
| 7 mai 2017        | Les meilleurs moments de la saison 2016-2017. | 573 000   |

### Saison 14 (2017-2018)
| Date              | Invités | Audience |
| ----------------- | --- | -------- |
| 24 septembre 2017 | - Jean-Marc Vallée ; - Christian Bégin ; - Luc Picard ; - Émilie Perreault ; - Jessica Turmel, Marie-Ève Goyer et Alexandre Paradis à propos du Fentanyl ; - Loïc Tassé et Charles-Philippe David.                                                                  | -        |
| 1 octobre 2017    | - Denis Villeneuve ; - Claude Julien ; - Karl Subban, père de P.K. Subban ; - Julie Snyder ; - Mélanie Joly ; - Gérald Fillion et Pierre-Yves McSween. | -        |
| 8 octobre 2017    | - Michel Barrette ; - Pierre Lapointe ; - Peter Simons ; - Joseph Facal et Èric Viladrich Castellanas ; - Geneviève Guilbault ; - Kim Rusk. | -        |
| 15 octobre 2017   | - Carla Bruni ; - Valérie Plante et Denis Coderre ; - Robert Charlebois ; - Dan Bigras ; - Tanya Lapointe ; - Bryn Williams-Jones ; - Marie-Claude Malboeuf. | -        |
| 22 octobre 2017   | - Katia Gagnon et Stéphanie Vallet ; - Monic Néron, Émilie Perreault, Gilles Chamberland et François Morency ; - Tim Raines ; - Claude Legault ; - Robin Aubert, Marc-André Grondin et Monia Chokri.                                                                |          |
| 5 novembre 2017   | - Martin Coiteux, Pascal Bérubé, François Bonnardel et Amir Khadir ; - Maripier Morin ; - Michel Tremblay ; - François Pérusse ; - Klô Pelgag et Patrice Michaud ; - Richard Hétu.                                                                                  | -        |
| 12 novembre 2017  | - Martin Petit ; - Valérie Plante ; - Margaret Atwood ; - Ricardo Larrivée, Pierre Lavoie et Pierre Thibault ; - Jain ; - Jonathan Roberge. | -        |
| 19 novembre 2017  | - Guy Nantel ; - Fred Pellerin ; - Marie-Ève Beaulieu, Isabelle Blais et Mylène Mackay ; - Christian Guay-Poliquin, Sophie Bienvenu et David Goudreault ; - Nancy Roc ; - Lucie Charlebois.                                                                         | -        |
| 26 novembre 2017  | - Shania Twain ; - Mario Cyr ; - Mélanie Renaud ; - Marc Fitt, Alicia Moffet et Élisabeth Rioux ; - Christian R. Page ; - Marc Garneau. | -        |
| 3 décembre 2017   | - Martin Matte et Mélissa Désormeaux-Poulin ; - Catherine-Anne Toupin ; - François Morency ; - Jay Du Temple ; - Geneviève Borne, Yves P. Pelletier, Alain Lapointe et François Jean.                                                                               | -        |
| 7 janvier 2018    | Moments forts de 2017. | -        |
| 14 janvier 2018   | - Léa Clermont-Dion, Aurélie Lanctôt, Sylvie Lavallée et Lise Bilodeau ; - François Bellefeuille ; - Léane Labrèche-Dor, Geneviève Schmidt, Marie-Hélène Thibault et Julie Ringuette ; - François Girard ; - Christian Latreille ; - Donna Senécal et Léo Lavergne. | -        |
| 21 janvier 2018   | - Stéphane Rousseau ; - Guillaume Lambert ; - Sylvain Cossette ; - Michèle Ouimet ; - Emma ; - Alexandre Cloutier et Nicole Léger. | -        |
| 28 janvier 2018   | - Tire le coyote ; - Les Denis Drolet ; - Nathalie Petrowski, Ariane Leduc et Maxime Lachapelle ; - Alex Perron ; - Kalina Bertin ; - Gilles Brien. | -        |
| 4 février 2018    | - Cœur de pirate ; - Isabelle Boulay ; - Steve Rasier ; - Jérôme Ferrer ; - Muhammad Yunus ; - Natalie Staké-Doucet et Yan Giroux. | -        |
| 25 février 2018   | - Philippe Brach ; - Simon-Olivier Fecteau ; - Marie-Claude Bibeau et François Audet ; - Alain Vadeboncoeur, Hugo Viens et Frédéric Cloutier ; - Jean-Martin Aussant ; - Jean-Philippe Wauthier.                                                                    | -        |
| 4 mars 2018       | - Kim Boutin, Samuel Girard, Sébastien Toutant et Max Parrot ; - Jagmeet Singh ; - Martine Ouellet ; - René Homier-Roy ; - Kim Gingras ; - Thomas Beaudoin. | -        |
| 11 mars 2018      | - Alain Gervais, Claude Béland et Jean-Sébastien Fallu ; - David Saint-Jacques ; - Messmer ; - Patrick Lagacé et Luc Lefebvre ; - Heidi Hollinger. | -        |
| 18 mars 2018      | - Scott Moir et Tessa Virtue ; - Ludivine Reding ; - Jean-Marc Fournier ; - Natasha Kanapé Fontaine ; - Alex Martel ; - Julie Hlavacek-Larrondo et Marie-Ève Naud.                                                                                                  | -        |
| 25 mars 2018      | - Mikaël Kingsbury et Charles Hamelin ; - Anne Dorval ; - Debbie Lynch-White ; - 2Frères ; - Jean-Martin Fortier ; - Monic Néron, Pina Arcamone et Guy Ryan. | -        |
| 1 avril 2018      | - Véronique Cloutier ; - Nana Mouskouri ; - Carlos J. Leitão et Pierre Arcand ; - Loud ; - Jonathan Hamel, Michel Nadeau et Élisabeth Préfontaine ; - Boucar Diouf.                                                                                                 | -        |
| 8 avril 2018      | - Sophie Lorain ; - Luc Langevin ; - Vincent Marissal ; - Bernard Lavallée ; - Jocelyn Coulon ; - Fanny Bloom, Andréanne A. Malette et Mara Tremblay. | -        |
| 15 avril 2018     | - Adib Alkhalidey et Julien Lacroix ; - Charlotte Legault ; - Jean-Charles Lajoie et Richard Labbé ; - Dominique Brown ; - Bianca Longpré ; - Michel C. Auger. | -        |
| 22 avril 2018     | - Marc Bergevin ; - Dany Laferrière ; - Chantal Machabée ; - Marc Dupré ; - François Arnaud ; - Colombe St-Pierre. | -        |
| 29 avril 2018     | - Pauline Marois, Yolande James et Pascale Navarro ; - Ricardo Trogi et Jean-Carl Boucher ; - Louise Richer, Marc Brunet et Louis Morissette ; - Stéphane Langdeau ; - Dany Boon ; - Philippe Leblanc, Taras Kulish et David Morin.                                 | -        |
| 6 mai 2018        | - Régis Labeaume ; - Marie-Ève Dicaire ; - Andrew Scheer ; - Helen Antoniou. | -        |
| 13 mai 2018       | Émission spéciale, "les meilleurs moments [...] depuis janvier." |          |

### Saison 16 (2019-2020)
| Date                                   | Invités | Audience  |
| -------------------------------------- | --- | --------- |
| 22 septembre 2019                      | - Bianca Andreescu ; - Sylvain Bruneau ; - Xavier Dolan ; - Luc Ferrandez ; - Geneviève Schmidt ; - Michel Charette ; - Jagmeet Singh ; - Yves-François Blanchet . | 1 230 000 |
| 29 septembre 2019                      | - Rachid Badouri ; - Andrew Scheer ; - Phillip Danault et Marie-Pierre Fortin ; - Francine Ruel ; - Frédéric Pierre, Mireille Métellus, Myriam De Verger et Tracy Marcelin ; - Elizabeth May . | 1 128 000 |
| 6 octobre 2019                         | - Justin Trudeau ; - Geneviève Guilbault ; - Serge Savard ; - Denise Bombardier ; - Christian Tétreault ; - Les Louanges . | 1 205 000 |
| 13 octobre 2019                        | - La famille Groulx ; - Billy Taillefer ; - Hugues Duguay ; - Izabel Chevrier ; - Me Richard Dubé ; - Mélanie Dupuis ; - Chantal Poulin ; - François Léger-Boyer ; - Jean-Michel Blais ; - Stéphanie Chouinard ; - Chloé Freynet-Gagné .                                                                                              | 1 109 000 |
| 20 octobre 2019                        | - Pierre Lapointe ; - Alexandre Jardin ; - Mathieu Bock-Côté ; - Chantal Hébert ; - Luc Lavoie ; - Martine Delvaux ; - Élise Gravel . | 1 279 000 |
| 3 novembre 2019                        | - Maripier Morin ; - Fred Pellerin ; - Bleu Jeans Bleu ; - Ken Dryden ; - Alexis De Lancer ; - Bouchra Ouatik ; - Jeff Yates ; - Amal Abdel-Baki et Marie-Ève Morin . | 1 250 000 |
| 10 novembre 2019                       | - Catherine Dorion ; - Evelyne Brochu ; - Yannick De Martino ; - Isabelle Richer ; - Mgén Jennie Carignan ; - Steve Waterhouse et Benoit Dupont . | 1 165 000 |
| 17 novembre 2019                       | - Stéphane Rousseau ; - Ron Fournier ; - Pierre Hébert ; - Karine Prémont ; - Isabelle Boulay . | 1 131 000 |
| 24 novembre 2019                       | - Magalie Lépine-Blondeau ; - Julie Perreault ; - Dany Laferrière ; - Bret Easton Ellis - Enki Bilal ; - Pauline Marois ; - John Parisella ; - Karine Mainville et Dr Elie Haddad . | 959 000   |
| 1er décembre 2019                      | - Julie Snyder ; - Stéphane Laporte ; - Valérie Plante ; - Elisapie ; - Jean-François Archambault ; - Emma Becker ; - Mélanie Couture . | 1 057 000 |
| 12 janvier 2020                        | Guy A. Lepage et Dany Turcotte présentent les segments d’entrevues les plus marquants, ceux qui ont fait les manchettes, qui ont fait rire, ou qui ont touché le public droit au cœur. | -         |
| 19 janvier 2020                        | - Steven Guilbeault ; - Jean-Michel Anctil, Marilyse Bourke, Catherine Brunet, Pier-Luc Funk, Brigitte Lafleur, Rémi-Pierre Paquin et Marie-Chantal Perron ; - Monic Néron ; - Christine Beaulieu et Sébastien Ricard ; - Rafael Jacob et Thomas Juneau ; - Marie-Maude Denis et Gaétan Pouliot.                                      | 1 282 000 |
| 26 janvier 2020                        | - Michel Barrette ; - José Gaudet ; - Pierre-Carl Ouellet ; - Lydia Bouchard ; - Fady Dagher, Marie-Ève Cloutier, Charles-André Raymond et Caroline Touzin ; - Karl Weiss. | 1 275 000 |
| 2 février 2020                         | - Guy Nantel ; - Ludovick Bourgeois ; - Danielle McCann ; - Martine Ouellet ; - Olivier Renaud, Maxime Poirier et Agathe Cyr ; - Monique Simard et Pierre Trudel. | 892 000   |
| 9 février 2020                         | - Podz, Marc-André Grondin et Gilbert Sicotte ; - Régis Labeaume ; - Sarahmée et Aba & Preach ; - Caroline Proulx ; - Isabelle Hayeur et Jean-François Beaudin ; - Sam Breton. | 1 013 000 |
| 16 février 2020                        | - Laurent Duvernay-Tardif ; - Guy Lafleur ; - Patrick Watson ; - Mariana Mazza ; - Alain Lefèvre et Hélène Mercier ; - Pierre Fitzgibbon. | 1 214 000 |
| 23 février 2020                        | - François Létourneau, Marilyn Castonguay, Patrice Robitaille, Karine Gonthier-Hyndman et Jean-François Rivard ; - Chantal Ménard et Flavie Trudel, dont des membres de la famille ont contracté la Covid-19 sur le Diamond Princess ; - Olivier Martineau ; - Jean Pascal ; - Annabel Soutar ; - Isabelle Picard et Isabelle Hachey. | 958 000   |
| 1er mars 2020                          | - Julien Lacroix ; - Erika Rosenbaum et Geneviève Garon sur l'Affaire Harvey Weinstein ; - Les Sœurs Boulay ; - Jean-François Roberge ; - Émilie Bierre et Marianne Farley; - Didier Samson, Corinne Cardinal et Maude Théberge pour le FestEvil 2020.                                                                                | 905 000   |
| 8 mars 2020                            | - 2Frères ; - Réal Bossé, Marie-Evelyne Lessard et Patrice Laliberté ; - Isabelle Charest ; - Chantal Lamarre et Sylvie Dumontier ; - John Parisella et Valérie Beaudoin ; - Suzanne H. Pringle. | 868 000   |
| 15 mars 2020 (sans public)             | - David Saint-Jacques ; - Dominic Paquet ; - Caroline Quach-Thanh et Horacio Arruda ; - Gérald Fillion ; - Laurence Leboeuf et Patrick Hivon ; - Ray Lalonde. | 1 065 000 |
| 22 mars 2020 (sans public, en direct)  | - Valérie Plante ; - Bernard et Diane Ménard, un couple qui a contracté la COVID-19 sur le Diamond Princess ; - Cœur de pirate ; - Laurent Turcot ; - Pascale Brillon ; - François Bellefeuille. | 1 212 000 |
| 29 mars 2020 (sans public, en direct)  | - Louis-Jean Cormier ; - Patrice Roy et Patrick Lagacé ; - Janette Bertrand ; - Éric La Flèche ; - Danis Prud'homme ; - Antoine Delage. | 1 215 000 |
| 5 avril 2020 (sans public, en direct)  | - Martin Matte ; - Paul Arcand ; - Marguerite Blais ; - Ariane Moffatt en prestation musicale; - Sophie Brochu ; - Rémi Quirion ; - Kim Clavel. | 1 360 000 |
| 12 avril 2020 (sans public, en direct) | - Stéphane Rousseau ; - Isabelle Boulay en prestation musicale; - Ricardo Larrivée (par vidéoconférence) ; - Bouchra Ouatik ; - Dr David Lussier ; - Élisabeth Vallet et Rafael Jacob ; - Jeff Yates ; - Isabèle Chevalier et George Karam.                                                                                           | 1 240 000 |
| 19 avril 2020 (sans public, en direct) | - Louis Morisette ; - Marie-Ève Lébesque ; - Dre Mélissa Ranger ; - Marie-Ève Bédard et Tamara Altéresco ; - Nathalie Trottier et Manon Monastesse ; - Nicolas Duvernois et Dr René Caissie ; - Luc de Larochellière et Andrea Lindsay en prestation musicale.                                                                        | 1 199 000 |
| 26 avril 2020 (sans public, en direct) | - Louis-José Houde ; - Daniel Bélanger en prestation musicale; - Boucar Diouf ; - Nathalie Roy ; - Claude Meunier et Jonathan Roberge ; - Marcel Groleau ; - Jean-Martin Fortier ; - Dre Gaëlle Vekemans. | 1 348 000 |
| 3 mai 2020 (sans public, en direct)    | - Justin Trudeau ; - Dre Joanne Liu ; - Arnaud Soly ; - Pierre Fitzgibbon ; - France Beaudoin ; - Marcel Groleau ; - Olivier Bernard (pharmacien) ; - Richard Séguin en prestation musicale. | 1 363 000 |
| 10 mai 2020 (sans public, en direct)   | - Yvon Deschamps et Judi Richards ; - Jean-François Roberge ; - François Pérusse ; - Patrick Watson en prestation musicale; - Normand Laprise (chef) et Gaëlle Cerf; - Alec Castonguay ; - Nimâ Machouf ; - Cécile Tremblay. | 1 132 000 |
| 17 mai 2020 (sans public, en direct)   | - Horacio Arruda ; - Gino Chouinard ; - Tire le coyote en prestation musicale; - Yoshua Bengio et Valérie Pisano ; - Derek Aucoin ; - Dominique Anglade ; - Debbie Zakaib et François Roberge. | 1 287 000 |
| 24 mai 2020 (sans public, en direct)   | - Martin Petit ; - Danielle McCann ; - Pierre-Luc Funk et Sarah-Jeanne Labrosse ; - Chantal Hébert ; - François Audet; - Fabrice Vil ; - Guy Laliberté ; - Diane Dufresne en prestation musciale. | 1 274 000 |
| 31 mai 2020                            | Les meilleurs moments de la saison 16. | 840 000   |
| 7 juin 2020                            | Compilation des 10 prestations musicales de la saison 16: Ariane Moffatt, Cœur de pirate, Louis-Jean Cormier, Isabelle Boulay, Luc De Larochellière et Andrea Lindsay, Daniel Bélanger, Richard Séguin, Patrick Watson, Tire le coyote et Diane Dufresne.                                                                             | 509 000   |

### Saison 17 (2020-2021)
| Date              | Invités | Audience  |
| ----------------- | --- | --------- |
| 27 septembre 2020 | - Laurent Duvernay-Tardif ; - Ron Fournier ; - Christian Dubé ; - Patrick Huard ; - Pauline Marois ; - Félix Rose pour son documentaire Les Rose; - Dominique Fils-Aimé en prestation musicale; | 1 071 000 |
| 4 octobre 2020    | - Geneviève Guilbault ; - Régis Labeaume ; - Constant Awashish, Michèle Audette et Isabelle Picard ; - Pierre-Yves McSween ; - Dr François Marquis ; - Yvan Godbout et François Doucet pour son livre Hansel et Gretel; - Elisapie en prestation musicale;                                                                                  | 1 198 000 |
| 11 octobre 2020   | - Yvon Deschamps ; - Valérie Plante ; - Luguentz Dort ; - Dre Mélissa Généreux ; - Geneviève Garon et Joanie Gonthier ; - Éric Bédard ; - Gaëtan Dostie ; - Marie-Mai en prestation musicale; | 991 000   |
| 18 octobre 2020   | - Luc Dionne, Gildor Roy et Sébastien Delorme pour District 31 ; - Janette Bertrand ; - Ian Lafrenière ; - Ali Nestor ; - Marie-Lyne Joncas ; - Francis Brizard et Marie-Michèle Lajoie ; - Imposs en prestation musicale; | 1 101 000 |
| 25 octobre 2020   | - David Saint-Jacques et Félix Lajeunesse pour The ISS Expérience ; - Kim Thuy pour son livre Em; - Verushka Lieutenant-Duval ; - Vanessa Destiné, Ricardo Lamour, Emilie Nicolas et Webster(rappeur) ; - Christian Bégin et Yanic Truesdale ; - Élisabeth Vallet et Charles-Philippe David ; - Alexandra Stréliski en prestation musicale; | 1 127 000 |
| 8 novembre 2020   | - Valérie Beaudoin et Laura-Julie Perreault; - Michel Tremblay pour son livre Victoire! ; - Lionel Carmant ; - Félix Séguin pour le documentaire Scoppa et moi ; - France Labelle et Amy Gingras; - Guillaume Dulude pour son émission Tribal ; - Émile Bilodeau en prestation musicale;                                                    | 1 049 000 |
| 15 novembre 2020  | - Élisabeth Rioux; - Adib Alkhalidey pour son projet musical Abelaïd ; - Steven Guilbeault ; - François Morency, Marie-Ginette Guay et Vincent Bilodeau pour l'émission Discussions avec mes parents ; - Yanick Villedieu et Nathalie Grandvaux ; - Liza Frulla et Christiane Germain ; - Beyries en prestation musicale;                   | 1 126 000 |
| 22 novembre 2020  | - Magalie Lépine-Blondeau et Vincent Sulfite pour la série et le livre Supernaturel; - Benoit Charette et Laure Waridel ; - François Pérusse pour son album L'Album du peuple tome XI ; - Dre Cécile Tremblay et Sonia Lupien ; - Michel Jean pour son livre Kulum ; - Pierre Lapointe en prestation musicale;                              | 1 265 000 |
| 29 novembre 2020  | - Erin O'Toole; - Caroline Néron ; - Louise Arbour ; - Dan Bigras ; - Mélissa Désormeaux-Poulin ; - Raphaël Lessard ; - Viviane Audet en prestation musicale; | 1 088 000 |
| 6 décembre 2020   | - Nathalie Normandeau; - Mathieu Bock-Côté ; - Damien Robitaille ; - Dominique Fortier pour son essai Les villes de papier ; - Régine Laurent ; - Fred Pellerin en prestation musicale; | 1 207 000 |

### Saison 18 (2021-2022)
| Date              | Invités | Coanimateur(s)                    | Audience |
| ----------------- | --- | --------------------------------- | -------- |
| 26 septembre 2021 | - Hubert Lenoir ; - Marie-Pier Houle ; - Louis-José Houde ; - France Beaudoin ; - Anne Panasuk ; | Anaïs Favron, Alexandre Barrette. |          |
| 3 octobre 2021    | - Mario Pelchat ; - Damien Robitaille ; - Pierre-Yves Roy-Desmarais ; - Sophie Brochu ; - Francine Ruel ; - Vincent Larouche ; | Martin Petit.                     |          |
| 10 octobre 2021   | - Sébastien Delorme ; - Geneviève Brouillette ; - Mathieu Nadeau-Vallée ; - Magalie Lépine-Blondeau ; - Guylaine Guay ; - Pierre Trudel ; - Mélanie Millette ; - Salebarbes ; | Anaïs Favron.                     |          |
| 17 octobre 2021   | - Christian Dubé ; - Julie Perreault ; - Marc-André Grondin ; - Arnaud Soly ; - Farah Alibay ; - Guy Nantel ; - Chantal Machabée ; - Martin Leclerc ; - Cœur de pirate ; | Alexandre Barrette.               |          |
| 24 octobre 2021   | - Jean Chrétien ; - Anne-Élisabeth Bossé ; - Michel Jean ; - Mathieu Lacombe ; - Anik Jean ; - Alain Beaulieu ; - Édith Cloutier ; | Anaïs Favron.                     |          |
| 31 octobre 2021   | - Denis Villeneuve ; - Joe Bocan ; - Marie Carmen ; - Marie Denise Pelletier ; - Valérie Plante ; - Denis Coderre ; - Christian Bégin ; - Léa Clermont-Dion ; - Marc Messier ; | Alexandre Barrette.               |          |
| 14 novembre 2021  | - Fred Pellerin ; - Catherine Fournier ; - Bruno Marchand ; - Lara Fabian ; - Patrick Lagacé ; - Fayçal Djelidi ; - Pascal Côté ; - Isabelle Reid ; - Klô Pelgag ; | Arnaud Soly.                      |          |
| 21 novembre 2021  | - Valérie Lemercier ; - Sylvain Marcel ; - Vincent Richer ; - Mohamed Noredine Mimoun ; - Florence Longpré ; - Guillaume Lambert ; - Steven Guilbeault ; - Stéphane Richer ; - André Robitaille ; - Loryanne Côté ;                                                                                              | Anaïs Favron.                     |          |
| 28 novembre 2021  | - Robert Charlebois ; - Louise Sigouin ; - Gabriel Nadeau-Dubois ; - Ariel Charest ; - Thomas Gerbet ; - Patrick Martin-Ménard ; - Stéphanie Vallet ; - Améli Pineda ; | Alexandre Barrette.               |          |
| 5 décembre 2021   | - François Arnaud ; - Antoine Bertrand ; - Louis Morissette ; - Patrice Robitaille ; - Katherine Levac ; - Geneviève Guilbault ; - Dominique Anglade ; - Caroline Quach ; - Cécile Tremblay ; | Dany Turcotte.                    |          |
| 9 janvier 2022    | Émission spéciale, les moments forts de la dernière saison. |                                   |          |
| 16 janvier 2022   | - François Legault ; - Chantal Machabée ; - Michel Charette ; - François Avard ; - Virginie Fortin ; - Paul St-Pierre Plamondon ; - Daniel Lamarre ; | Alexandre Barrette.               |          |
| 23 janvier 2022   | - Jean-Philippe Dion ; - Pierre-Yves McSween ; - Les Louanges ; - Stéphanie Hariot ; - Annie Turcotte ; - Martin Leclerc ; - Jean-François Lépine ; - Jessica Barker ; - Émilie Choquet ; | Virginie Fortin.                  |          |
| 30 janvier 2022   | - Kent Hughes ; - Mélanie Joly ; - Sophie Nélisse ; - Luc Boileau ; - Pierre Hébert ; - Jean-Luc Brassard ; | Anaïs Favron.                     |          |
| 20 février 2022   | - Max Parrot ; - Éric Duhaime ; - Sophie Grégoire Trudeau ; - Marilou ; - Normand Brathwaite ; - Frédéric Pierre ; - David Morin ; - Boris Proulx ; | Alexandre Barrette.               |          |
| 27 février 2022   | - Hillary Rodham Clinton ; - Louise Penny ; - Martin St-Louis ; - Félix Auger-Aliassime ; - Marilyn Castonguay ; - Karine Gonthier-Hyndman ; - Sophie Desmarais ; - François Létourneau ; - Patrice Robitaille ; - Charles Hamelin ; - Steven Dubois ; - Pascal Dion ; - Jordan Pierre-Gilles ; - Maxime Laoun ; | Pier-Yves Roy Desmarais.          |          |
| 6 mars 2022       | - Lesia Vasylenko ; - Christine Beaulieu ; - Richard Z. Sirois ; - Samian ; - Eliezer Sherbatov ; - Fabrice de Pierrebourg ; | Anaïs Favron.                     |          |
| 13 mars 2022      | - Lisa LeBlanc ; - Cathy Gauthier ; - Laura-Julie Perreault ; - Justin Massie ; - Marie-José Turcotte ; - Tristan Péloquin ; - Gérard Fillion ; | Alexandre Barrette.               |          |
| 27 mars 2022      | - Mariana Mazza ; - Amélie Lemieux ; - Marie-Pier Bouchard ; - Éric Girard ; - Ghyslain Raza ; - Mathieu Fournier ; - Alicia Moffet ; - Katia Gagnon ; - Gabrielle Duchaine ; - Ariane Lacoursière ; | Alexandre Barrette.               |          |
| 3 avril 2022      | - Gildor Roy ; - Michel Barrette ; - Jean-Philippe Wauthier ; - Jean-Sébastien Girard ; - Olivier Niquet ; - Mélissa Désormeaux-Poulin ; - Dany Laferrière ; - Sarahmée ; - Steven Guilbeault ; | Alexandre Barrette.               |          |
| 10 avril 2022     | - Jean Charest ; - Vincent-Guillaume Otis ; - Kim Lévesque-Lizotte ; - Yves P. Pelletier ; - Colombe St-Pierre ; - Oleg Koleboshyn ; | Anaïs Favron.                     |          |
| 17 avril 2022     | - Luc Dionne ; - France Charbonneau ; - Michel Bergeron ; - Normand Brathwaite ; - Jean-Charles Lajoie ; - Joanne Liu ; - Marie-Chantal Perron ; - Marie-Louise Arsenault ; | MC Gilles.                        |          |
| 24 avril 2022     | - Patrick Huard ; - Véronique Hivon ; - Simon Delisle ; - Hélène Jouan ; - Martha Wainwright ; - Michel Bergeron et Ron Fournier, en hommage à Guy Lafleur ; | Anaïs Favron.                     |          |
| 1er mai 2022      | - Guy Jodoin ; - Bruno Blanchet ; - Gregory Charles ; - Normand Baillargeon ; - Marie-Lyne Joncas ; - José Gaudet ; - Jean-Hugues Roy ; - Nadia Seraiocco ; - Luc-Frédéric Gilbert ; - Alexandra Roy ; | Alexandre Barrette.               |          |
| 15 mai 2022       | - Martin Lafleur ; - Guylaine Tanguay ; - Luc Picard ; - Marc Dupré ; - Valérie Beaudoin ; - Geneviève Bois ; - Louise Langevin ; - Simon Roy ; | Dany Turcotte.                    |          |
| 1er mai 2022      | Émission spéciale, les moments forts de la dernière saison. |                                   |          |

### Saison 2024-2025
| Date              | Invités | Coanimateur           |
| ----------------- | --- | --------------------- |
| 22 septembre 2024 | - Pablo Rodriguez - Mario Dumont - Josée Blanchette - Alain Champagne - Robin-Joël Cool - Martin St-Louis - France Margaret Bélanger | Alexandre Barrette    |
| 29 septembre 2024 | - Christine Fréchette - Gildor Roy - Alain Gravel - Dr Laurent Boisvert - Pénélope McQuade - Alanis Obomsawin - Jay Scøtt - Mariana Mazza | MC Gilles             |
| 6 octobre 2024    | - Marwah Rizqy - Guylaine Tremblay - Dany Turcotte - Léa Clermont-Dion - Guillaume Lavallée - Thomas Juneau - Paul Arcand - Josée di Stasio - Francis Legault | Kim Lévesque-Lizotte  |
| 13 octobre 2024   | - Gino Chouinard - Louis T - Geneviève Everell - Diane Dufresne - Richard Martineau - Daniel Renaud - Nazar Saaty | Jean-Sébastien Girard |
| 20 octobre 2024   | - Élise Guilbault - Julie Le Breton - Mégan Brouillard - Bernard Drainville - Sébastien Dulude - Maud Cohen - Raphaël Bots - Mai Duong - Chantal Hébert | Alexandre Barrette    |
| 27 octobre 2024   | - Valérie Plante - France Beaudoin - Xavier Dolan - Yves Boisvert - Katia Gagnon - Caroline Touzin | Kim Lévesque-Lizotte  |
| 10 novembre 2024  | - Christine Beaulieu - Véronique Cloutier - Louise Blais - Alain Saulnier - Simon Coutu - Julien Bournival - Joël McGuirk - Patrice L'Ecuyer - Claude Paquin - Julie Harinen - Mona de Grenoble                                                                           | MC Gilles             |
| 17 novembre 2024  | - Ruba Ghazal - Sarah-Jeanne Labrosse - Claudia Bouvette - Schelby Jean-Baptiste - Tom-Éliot - Pierre Lapointe | Jean-Sébastien Girard |
| 24 novembre 2024  | - Antoine Bertrand - Marguerite Laurence - Paul St-Pierre Plamondon - Rymz - Guy Jodoin - Simon Paré-Poupart - Bénédicte Lebel | MC Gilles             |
| 1 décembre 2024   | - Daniel Renaud - Suzanne Clément - Guillaume Cyr - Mickaël Gouin - Guy Nadon - Virginia Tangvald - Annie Archambault - Gérald Fillion - Élisabeth Vallet - Maripier Morin                                                                                                | Kim Lévesque-Lizotte  |
| 8 décembre 2024   | - Christian Dubé - Paul Arcand - Claude Poirier - Thérèse Guillemette - Normand Brault - Mélissa Désormeaux-Poulin - Benoît Dupont - Alexandre Plourde - Stéphanie Bélanger - Elisabeth Chicoine - Isabelle Gauvin - Tatiana Londono - Sonia Zarbatany                    | Jean-Sébastien Girard |
| 12 janvier 2025   | Émission spéciale, les moments forts de la dernière saison. |                       |
| 19 janvier 2025   | - Ricardo Larrivée - Rafael Payare - Véronique Claveau - Dominic LeBlanc - Jean-Nicolas Verreault - Hugo Giroux | MC Gilles             |
| 26 janvier 2025   | - Chrystia Freeland - Luc Dionne - Magalie Lépine-Blondeau - Patrice Robitaille - Frédéric Arnould - Voivod | Jean-Sébastien Girard |
| 2 février 2025    | - Pier-Luc Funk - François-Philippe Champagne - Guillaume Côté - Martine Roy - Jean-François Roberge - Mélanie Joly | MC Gilles             |
| 9 février 2025    | - Marina Orsini - Marie-Joëlle Zahar - Caroline Harvey Blouin - Jessica Lee Gagné - Kev Lambert - Tania Kontoyanni - Maxim Martin - Francis Vailles - Sylvain Charlebois                                                                                                  | Jean-Sébastien Girard |
| 16 février 2025   | - Fabien Cloutier - LeLouis Courchesne - Pierre-François Legendre - Rémi-Pierre Paquin - Julie Ringuette - Jonathan Roberge - Marie-Sissi Labrèche - Félix Séguin - Lou-Adriane Cassidy - Sasha Luccioni - Anne-Marie Withenshaw - Jacinthe Leroux                        | Kim Lévesque-Lizotte  |
| 23 février 2025   | - Serge Savard - Marc Antoine Godin - Charlotte Le Bon - Éric Bruneau - Alec Castonguay - Daniel Boulud - Pierre Lemaitre - Caroline Senneville | MC Gilles             |
| 2 mars 2025       | - Manon et Raymond Bissonnette - Anne-Élisabeth Bossé - Suzie Bouchard - Pascale Renaud-Hébert - Marie Michèle Sioui - Nicolas Lachance - Arnaud Soly - François Arnaud - Jean-François Lépine - Charles-Philippe David                                                   | Jean-Sébastien Girard |
| 9 mars 2025       | Spéciale 20 ans -- 2005 - Patrice Robitaille - Catherine Trudeau - Pierre-François Legendre - François Avard - Jean Charest - Chantal Hébert - Paul Arcand - Régine Laurent - Pascale Buissières - Marc-André Grondin - Ricardo Trogi - Steven Guilbeault - Laure Waridel | Antoine Bertrand      |
| 16 mars 2025      | - Marie-Annick Lépine - John Irving - Janette Bertrand - Pierre Lassonde - Nicolas Brasseur - Nora T. Lamontagne - Bob Rae | MC Gilles             |
| 30 mars 2025      | - Gabriel Nadeau-Dubois - Marie-Claude Barrette - Julie Cossette - Yasmine Abdelfade - Dimitri Soudas - Ariane Roy - Akim Gagnon - Catherine Chabot | Jean-Sébastien Girard |
| 6 avril 2025      | - Jagmeet Singh - Florence Longpré - Justine Dufour-Lapointe - Klô Pelgag - Vardit Ravitsky - Geneviève Dufour - Sébastien McMahon | MC Gilles             |
| 13 avril 2025     | - Mark Carney - Pierre Poilievre - Pierre Brassard - Marie-Soleil Dion - Brigitte Lafleur - Marcel Leboeuf - Kevin Parent | Jean-Sébastien Girard |
| 20 avril 2025     | - Yves-François Blanchet - Fanny Lévesque - Marie Michèle Sioui - Bells Larsen - Alexandre Champagne - Julien Gendron-Tardif - Garou | MC Gilles             |
| 27 avril 2025     | - Caroline Darian - Chantal Hébert - Laurent Paquin - Matthieu Pepper - Aliocha Schneider - Pierre-Yves McSween - Sylvain Parent-Bédard - Alain Crevier | Kim Lévesque-Lizotte  |
| 4 mai 2025        | - Richard Séguin - Bernard Drainville - Karine Gonthier-Hyndman - Laurence Leboeuf - Chloé Robichaud - Colin Boudrias - Emma Berthou - Sophie Paradis - Eric Jean - Alexis Deschênes - Caroline Desrochers - Eric Lefebvre - Caroline Néron                               | Jean-Sébastien Girard |
| 11 mai 2025       | Émission spéciale, les moments forts de la dernière saison. |                       |

## Invités récurrents
| Apparitions | Invités |
| ----------- | --- |
| 14          | Denis Coderre |
| 12          | Chantal Hébert, Louis-José Houde |
| 11          | Martin Matte |
| 10          | Véronique Cloutier, Gilles Duceppe, Patrick Huard, Pauline Marois, Stéphane Rousseau |
| 9           | Dany Laferrière, Jean-François Mercier, Louis Morissette, Mario Tessier |
| 8           | Antoine Bertrand, Alain Gravel, Marc Labrèche, Patrick Lagacé, Éric Lapointe, Claude Legault, Jean-François Lisée, Martin Petit                                                               |
| 7           | Janette Bertrand, Gregory Charles, Michel Côté, Xavier Dolan, José Gaudet, Marina Orsini, Laurent Paquin, Yves P. Pelletier, René Simard, Guylaine Tremblay                                   |
| 6           | Jean-Michel Anctil, Normand Brathwaite, Lise Dion, Roy Dupuis, Jack Layton, Richard Martineau, Ariane Moffatt, François Morency, Thomas Mulcair, Éric Salvail, Justin Trudeau, Karine Vanasse |